# ジャン＝ジャック・ルソー
ジャン＝ジャック・ルソー（Jean-Jacques Rousseau, フランス語発音: [ʒɑ̃ ʒak ʁuso]、1712年6月28日 - 1778年7月2日）は、フランス語圏の都市国家であるジュネーヴ共和国に生まれ、主にフランスで活躍した哲学者、政治哲学者、作曲家。

## 生涯

### ジュネーブでの幼年期

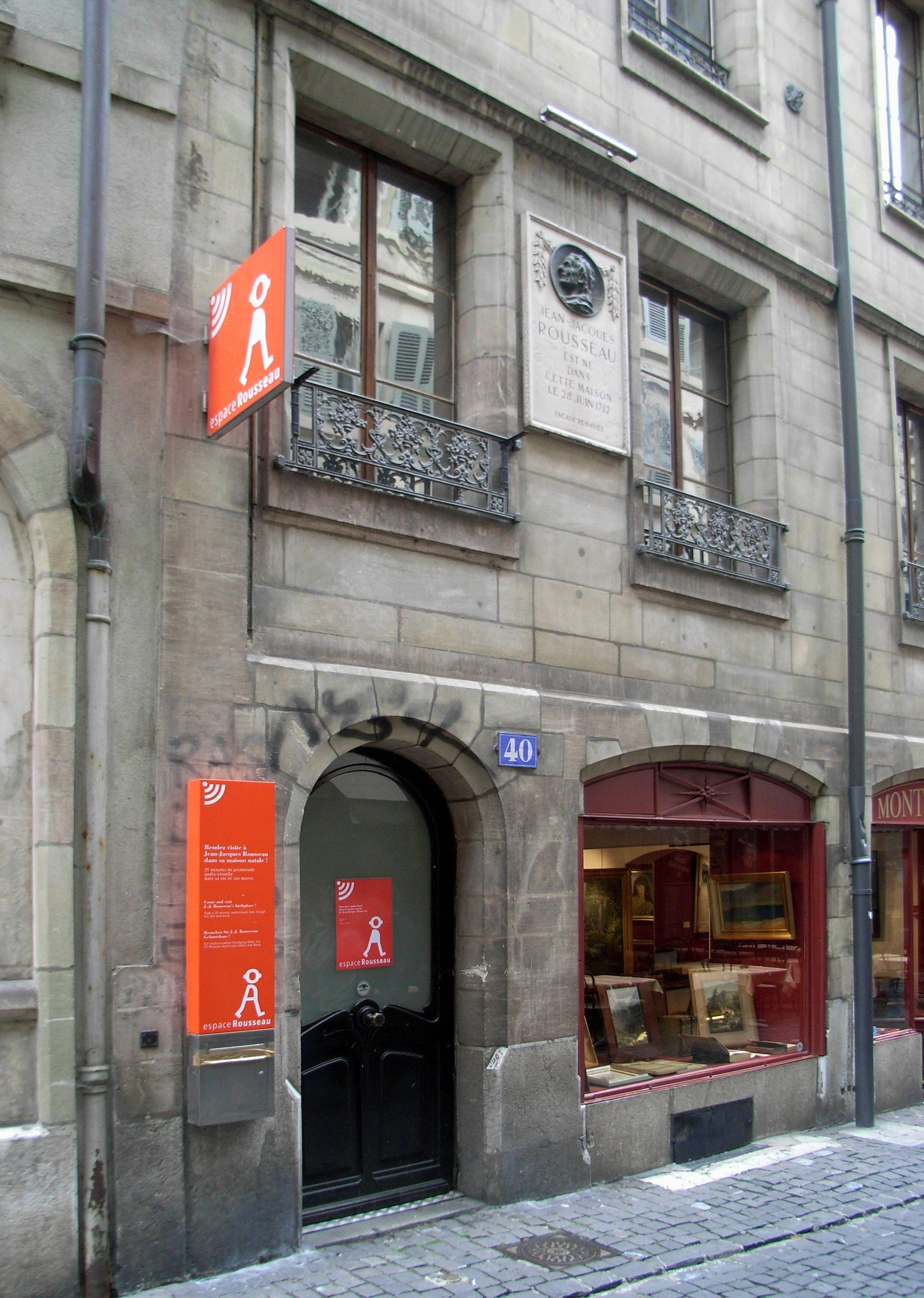
ルソーの生家

ジャン＝ジャック・ルソーは、1712年6月28日、ジュネーヴのグラン・リュ街にて誕生した。父はイザーク・ルソー、母はシュザンヌ・ベルナール。
ルソー家の先祖はパリ近郊モンレリに由来するが、フランスでは1539年にフランソワ1世がフランス語を公用語とするヴィレール＝コトレの勅令を公布しており、ルソーの5代前の先祖で書店主だったディディエ・ルソーは1549年にプロテスタント弾圧から逃れるため、ジュネーヴに移住していた。ジュネーヴはカルヴァン派のユグノーが構成するプロテスタントの都市国家であり、当時はまだスイス誓約者同盟に加盟していなかった。ジュネーヴはルソーの故郷であり続け、自分をジュネーヴ市民として見ていた。
なお、ルソーはヴォルテールやシャルル・モーラスなどから「ユダヤ人」またはそれに類する呼称で呼ばれたことがあるが、これは罵倒言葉としてであって、もちろん実際にルソーがユダヤ人だったわけではない（大橋尚泰「君主制の破壊者ルソーはユダヤ人だったのか」、『國の防人』32号（2024年12月発行）52～61ページ参照）。
父イザークは陽気で温和な性格をもった時計職人であり、ルソー家が代々営んでいた「時計師」は、当時のジュネーヴでは上位身分であった市民と町民のみに限定される職であった（母方の祖父も時計師であった）。要するにジャン＝ジャックは貧困層ではない中間的な職人階級の家に生まれたのであるが、幸せな家庭環境や安定した人生に恵まれなかった。7月7日、ジャン＝ジャックは生後9日にして母を喪っている。母シュザンヌ・ベルナールは裕福な一門の出で、賢さと美しさを具えていたと言われている。ジャン＝ジャックは母からこうした美点を受けついで誕生するが、幼いころは病弱であった。病気がちであったことは精神面の敏感さと共に生涯にわたって苦悩の原因になっていく。5年後の1717年にルソー家は上流階級の住む街グラン・リュから庶民の住むサン＝ジェルヴェ地区に居を移し、ジャン＝ジャックは父方の叔母シュザンヌ・ルソーの養育を受け、父親を手本に文字の読み書きなどを教わりながら育った。7歳の頃から父とともにかなり高度な読書をおこない、小説やプルタルコスの『英雄伝』などの歴史の書物を読む。この時の体験から、理性よりも感情を重んじる思想の素地が培われた。
1722年、ルソーが10歳のころ、彼の人生は一変する。
父は、ザクセン選帝侯に仕えた元軍人のゴーティエという貴族との喧嘩がもとで、剣を抜いたという一件で告訴され、ジュネーヴから逃亡することになった。兄は徒弟奉公に出され（後に出奔して行方知れず）、孤児同然となったジャン＝ジャックは、母方の叔父である技師ガブリエルによって従兄のアブラハム・ベルナールと共にランベルシェという牧師に預けられたが、ジュネーヴ郊外のボセーで不自由な寄宿生活を送ることになった。しかし、ルソーにとってここでの暮らしは決してよい生活ではなく、牧師の妹で未婚の40代女性ランベルシェ嬢から身に覚えのない罪で度々折檻もされたという。この時期、不法な支配への反発心があった。
1724年秋にジュネーヴに帰ってから司法書記マスロンのもとで書記見習いとなるも長続きせず、1ヶ月半後には、横暴で教育能力のない20歳の彫金師デュマコンのもとで5年契約の徒弟奉公を強いられた。ルソーは日常的に虐待を受け、次第に虚言を語り、仕事をさぼって悪事や盗みを働く素行不良な非行少年となっていた。ただし、生活環境が悪化して無気力になっていたものの読書の習慣は続いていた。貸本屋で本を借りて読書に耽っては仕事をさぼり、親方に本を取り上げられたり、捨てられたりしながらも読書を続けた。ルソーにとって読書は唯一の逃避だったのである。

### 青年時代

#### ヴァランス夫人との出会い

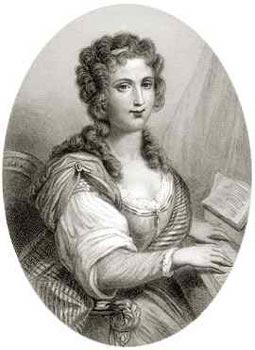
ヴァランス夫人。ルソーの保護者であり、一時愛人となった女性。

1728年3月14日、ルソーは市の城門の閉門時間に遅れて、親方からの罰への恐怖から遂に出奔を決意する。従兄のベルナールから僅かな金と護身用の剣を受け取り、一年に及ぶ放浪生活に入った。当初、南に向かって歩き始め、サルディニア王国のトリノに行くが落ち着き先を得られずに放浪した。やがて、サヴォワ領のコンフィニョンに流れ着き、カトリック司祭のポンヴェールの保護を受け、落ち着き先を手配された。それがルソーの生涯に大きな影響を与える貴婦人の屋敷であった。
1728年3月21日、ルソーはアヌシーのヴァランス男爵夫人の屋敷を訪ねて世話を受けるようになった。ルソー15歳、フランソワーズ＝ルイーズ・ド・ラ・トゥール・ド・ヴァランスはこのとき29歳であった。二人の出会いについてルソーはこう回想している。
ルソーはヴァランス夫人に恋をした。そのヴァランス夫人は15歳でセバスチャン＝イザーク・ド・ロワと結婚したが、夫との不仲のため家を出てカトリックに改宗し、サルデーニャ王でもあるサヴォワ公ヴィットーリオ・アメデーオ2世の保護を受け1500リーブルという多額の年金を与えられていた。

#### サヴォアの助任司祭
彼女はルソーと暮らすことはなく、彼をカトリック改宗のためにトリノの救護院に行くように手配する。救護院では二カ月ほど缶詰状態の暮しであったが、形ばかりの改宗の後、20フランを与えられて解放され、再び自由の身となった。その後もさまざまな職業を試したが、不良時代の名残で素行が悪く盗みを働いたり、虚言で人に罪を着せたりとしたため信用を失い、結局どの職にも落ち着くことができなかった。
その間、懇意になったジャン＝クロード・ゲームという、20歳ほど年上のサヴォアの助任司祭から温かい援助を受けていた。ゲームは裕福なわけでも仕事の紹介や世話をしたわけではないが、悪事を働きそのたびに失敗するルソーが生き方を改められるように「小さな義務を果たすことは英雄的行為に匹敵するほど大事なことで、常に人から尊敬されるように心がけるよう」助言を与えた。幸福になるためこれまでの生き方を捨て健全な道徳と正しい理性を保って生きるように、ゲームから勧められ励ましてもらったことを、ルソーは後に「当時、わたしが無為のあまり邪道におちいりそうなのを救ってくれたことで、測りしれぬ恩恵をあたえてくれた」と回想している。
この時の経験は後にルソーが執筆した『エミール』第4巻にある「サヴォア人司祭の信仰告白」の思想で中核を占める部分となる。

#### ヴァランス夫人との暮らし
ルソーはその後も使用人などの職を転々として各地を放浪していたが、1729年春、ヴァランス夫人のもとに再び戻ることになる。ヴァランス夫人はルソーの無事を喜びルソーを引き取ることを決心する。夫人は母のようにルソーにキスをして撫で「坊や」と呼び、ルソーは夫人を「ママン」と呼んだという。親子のような情愛を受けルソーは幸福であった。
ヴァランス夫人はルソーを神学校や音楽学校に入れ、将来の職を得られるように図ったが、ルソーは夫人からなかなか離れようとはせず学業は長続きしなかった。夫人はルソーが不在の折にパリに出立して消息を絶ってしまう。ルソーは突如孤独となったが夫人の女中メルスレが親元に帰るのに同行することになった。ルソーはジュネーヴを経由し、ニヨンに立ち寄って父イザークを訪ねた。二人は涙を流して再会を喜んだ。しかし、ルソーは父親と暮らす意思はないことを父に伝えた。その後、メルスレを実家に送り戻したがルソーはアヌシーに帰らず、再び放浪を始めた。

#### 再びの放浪生活
ルソーは音楽が好きであったため（教えるほどの力はなかったが）音楽家を自称して音楽教師になろうとした。能力不足とはいえ、音楽を勉強する機会になったという。1731年4月、エルサレムの僧院長を自称する詐欺師に秘書兼通訳志としてスイスのベルンで行動を共にしているところを、フランス大使館に引き留められ保護されることになった。フランス大使館の書記官の計らいでパリに行く機会を与えられる。

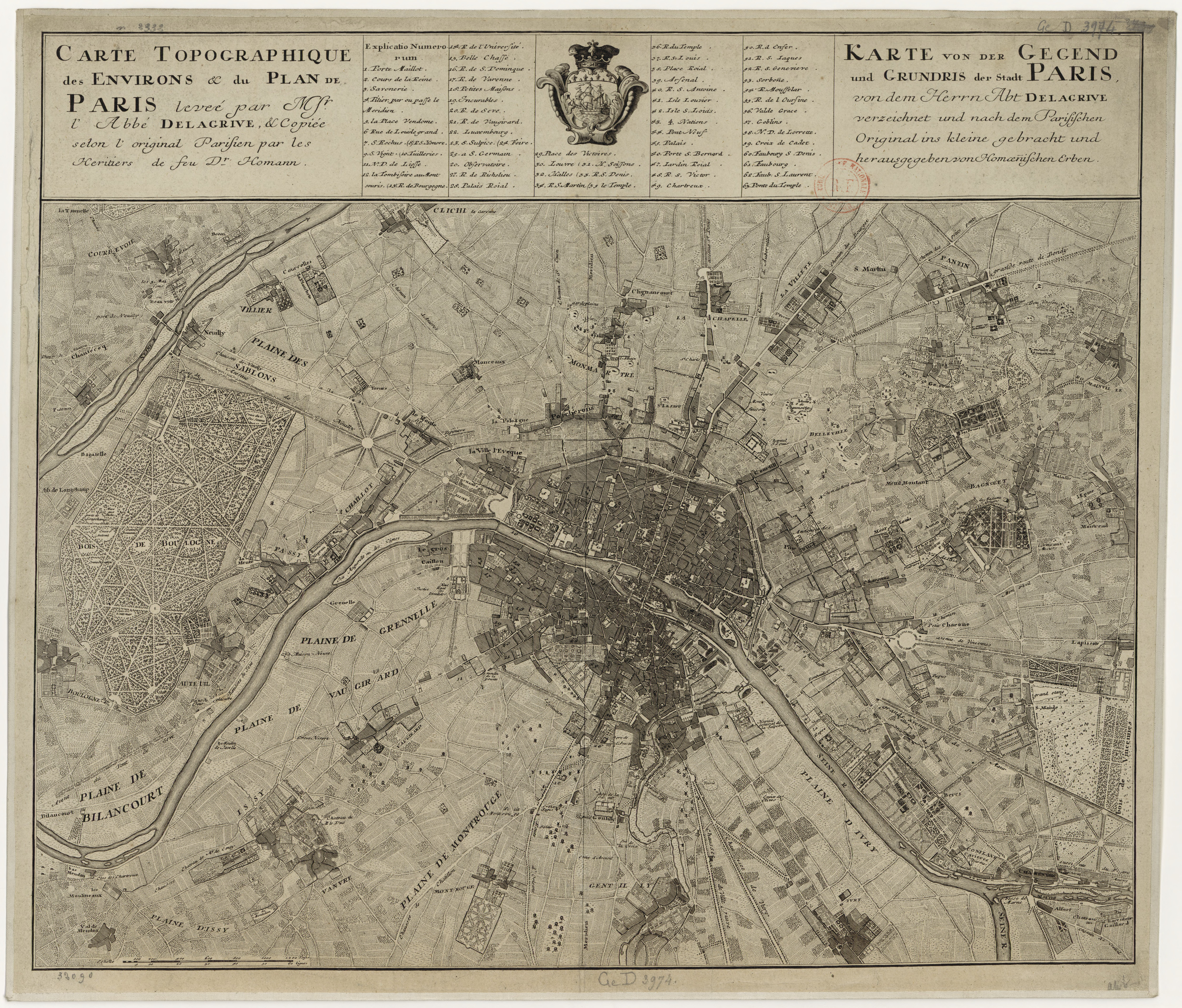
1735年のパリの地図

ルソーはパリにはじめて到着したが、そこで目にしたのは悪臭に満ちた街路、黒くて汚い家々、乞食があふれる不潔な大都市であった。大使館から与えられたルソーの所持金はなくなりつつあった。しかし、ルソーはヴァランス夫人に再会できずにいた。夫人は二か月前に同地を発っていたのである。
そこでルソーは無一文であったが徒歩でリヨンに向かった。途中途中美しい田園風景が広がっており、ルソーは農家の家に泊めてもらいながら旅をした。ルソーはフランス農村部の百姓の暮らしを見ることになる。ルソーは歩き通しで空腹に耐えかね、農家に宿を借りた。ルソーは夕食に油分を絞った後の薄いミルクと大麦パンという質素な食事を一気に食べる。これを見た主人はルソーが役人ではないことを理解し、今度は隠していた小麦のパンとハムとワインを用意してオムレツまで提供したという。度重なる重税から逃れるために貧しい暮らしを演じていたのである。
ルソーのこの旅行での経験はルソーにとって意義深いものとなった、「自然が美しい豊かな恵みを与えているのに、それを重税が破壊してしまう」様を目の当たりにしたのである。リヨンに着いてヴァランス夫人を探したものの、夫人はいなかった。だが、夫人の知人と会うことができ、連絡を取る約束を得た。ルソーは楽譜の写本の仕事をしながら滞在し、夫人からの連絡を待っていた。しばらくのち、シャンベリーにいた夫人から手紙と旅費が届き、1731年9月夫人と再会を果たす。

#### ヴァランス夫人との愛人生活
ルソーは土地測量の書記の仕事を紹介され地図作成の技術を教わり、デッサンに興味を持つ。ルソーは植物のデッサンにそのときのスキルを生かしている。しかし、ヴァランス夫人との生活はルソーの自立を困難なものにした。共通の趣味となった音楽に嵌まり、仕事を半年余りで投げ出してしまう。
夫人が自宅で開く月一の音楽会では、若くて麗しい美男子のルソーは女性たちの関心の的となっていた。ルソーはラール夫人から娘の家庭教師を引き受けてほしいと頼まれたが、夫人のルソーへの関心を知るヴァランス夫人はこれを聞き、ルソーを他の女性から守ろうと考え始める。ルソーはヴァランス夫人と性交渉を持ち、女性を教わることになる。ヴァランス夫人との関係は1732年以降、保護者と被保護者の関係を越えた愛人関係になっていく。ルソーはこの時の心境をかく告白している。

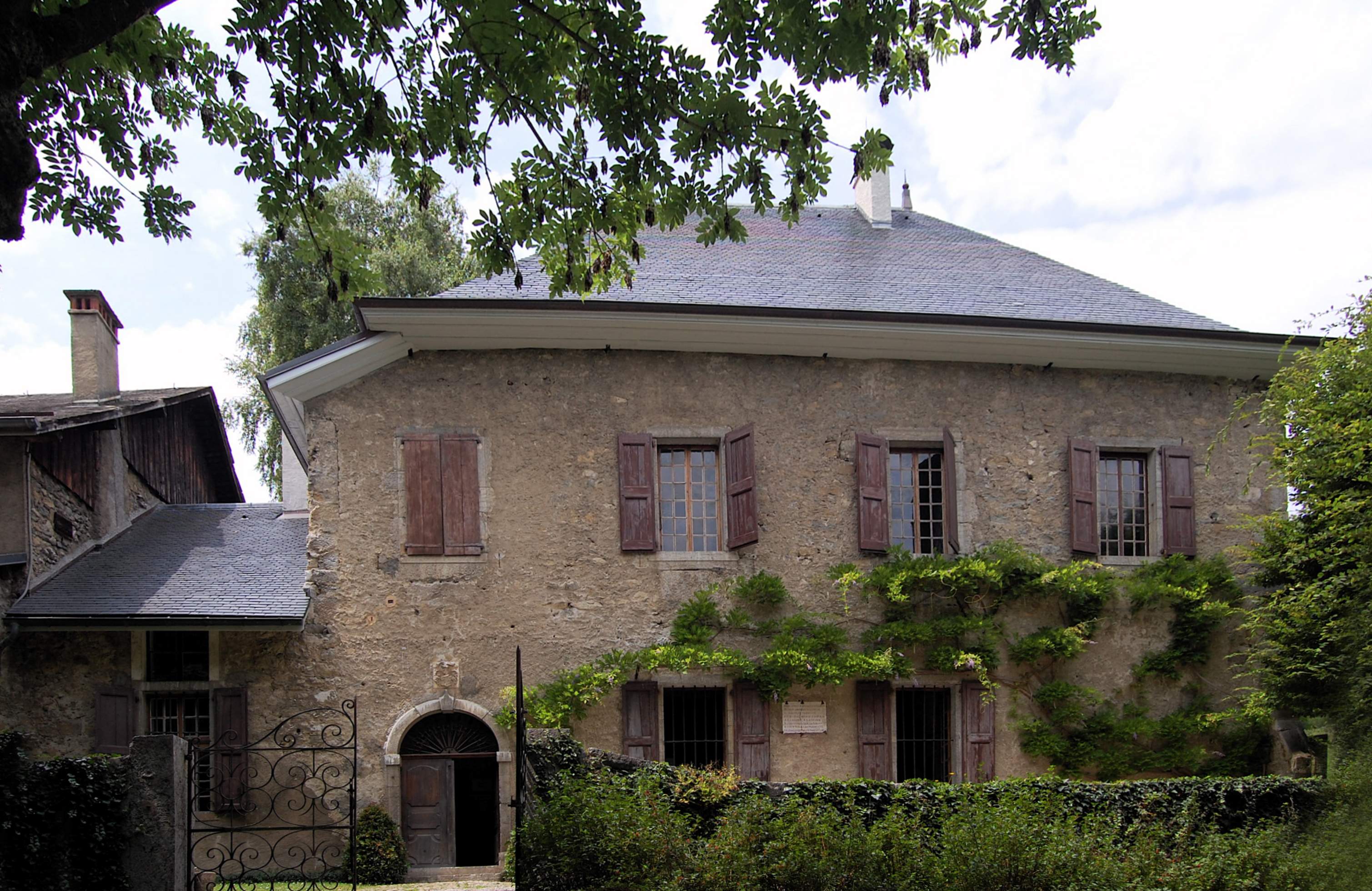
1735年から1736年にかけてヴァランス夫人と暮らした屋敷

「わたくしははじめて女性の腕に抱かれた。熱愛する女性の腕に抱かれていたのだ。わたくしは幸福であったであろうか。そうではなかった。わたくしはあたかも近親相姦を犯したような気持ちであった。」
そんな時期、夫人が手掛ける薬品の製作の補助で事故がおこり、ルソーは一時生死をさまよう。その後も思うような回復が見られなかったことから、農村のレ・シュルメットに転居する。同地でルソーは好きな読書に励み、菜園での果樹の栽培をおこなうなど快適な暮らしをしていた。しかし、身体の変調からルソーは死を感じるほど患い、これによりルソーの人生に再び重要な転機が起こる。残り僅かの人生だと覚悟し、これを有意義に使おうと考えるようになったのだ。ルソーは元々の読書力を駆使して哲学、幾何学、ラテン語を学習し、独学で膨大な書物を読破して研鑽し、教養を身につけた。哲学では、『ポール・ロワイヤル論理学』やジョン・ロックの『人間悟性論』、マールブランシュ、ライプニッツ、デカルトなど書物を読み、哲学と科学の学習を始めた。その庇護の許に青年時代を送り、音楽を勉強し、貪婪なほどの好奇心でギリシア哲学やモラリストの著作、啓蒙主義などの自学自習に没頭して教養をつくった。ヴァランス夫人の感化とルソーの敬愛の情は彼自身が認めるように大きかった。なかば母子でもあり愛人関係でもあるかたちでヴァランス夫人のもとで庇護されながら、さまざまな教育を受けた。この時期については晩年、生涯でもっとも幸福な時期として回想している。
1737年、医師の診断を受けるためにモンペリエに出かけた後、ルソーはヴァランス夫人との我が家に異変を感じる。ヴァランス夫人が18歳のヴィンシェンリードという新しい愛人を家に入れていたのである。ルソーは新しい愛人と折り合うのを拒み、ヴァランス夫人と距離を置きはじめた結果、二人の関係は冷めていってしまう。ルソーは夫人に家を出ることを伝え、自分の進むべき道を探求する決意を告げた。マブリ家の家庭教師を務めるつもりであることを説明して、夫人はこれに賛同し、ルソーは独立する。
ヴァランス夫人と別れた後、1740年からリヨンのマブリ家（哲学者マブリ、コンディヤックの実兄の家）に逗留し、マブリ家の二人の子供の家庭教師を務めた。しかし長続きしなかった。ルソーは家庭教師もうまくいかず、さらにワインの盗み飲みを発見されて、マブリ家にいづらくなっていた。レ・シュルメットのヴァランス夫人の家に一時戻るが、夫人の家は（ルソーがいたころからであるが）家計が長く傾いており、そこにルソーの居場所はなかった。ルソーはヴァランス夫人への恩返しのためにパリでの立身出世を志すようになる。

### パリ時代

#### 学界デビュー

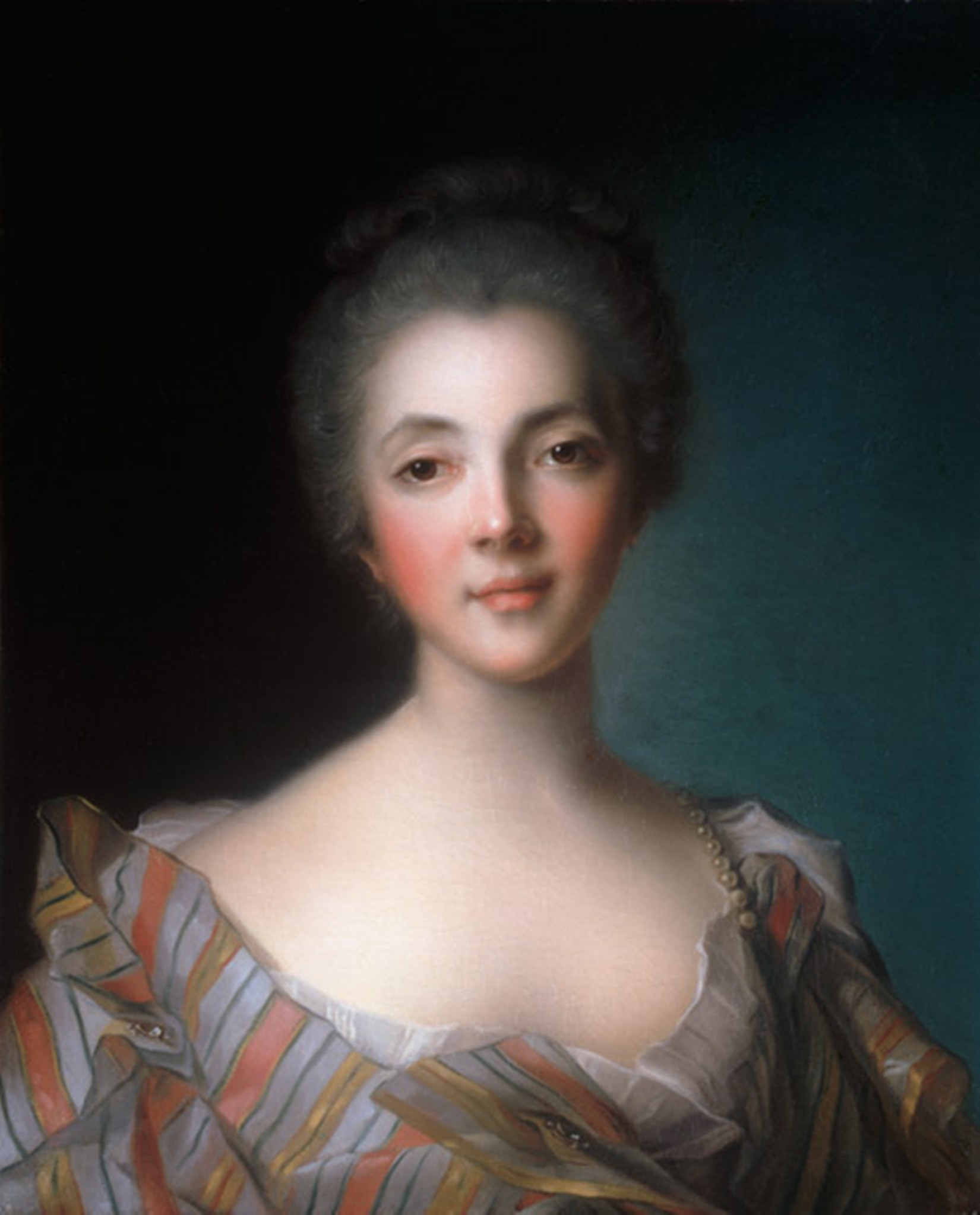
若き日のデュパン夫人

ルソーは家庭教師の職を辞めた後、1742年に数字によって音階を表す音楽の新しい記譜法を考案し、それを元手にパリに出て、一儲けしようと考える。パリ、ソルボンヌに近いコルディエ街のサン=カンタンというホテルに居住しながら執筆をおこない、8月22日、パリの科学アカデミーに『新しい音符の表記に関する試案』を提出した。ルソーに対してはいくらかの賛辞が贈られたが、経済的に用立つような職への紹介や斡旋は無かった。音楽の個人教師をしながら生計を立てるという生活が続き、外出もなく孤独に引き篭もる毎日だったという。例外でドゥニ・ディドロと親しくなり、カステル神父の紹介で社交界の女性たちと交友する機会を得ている。

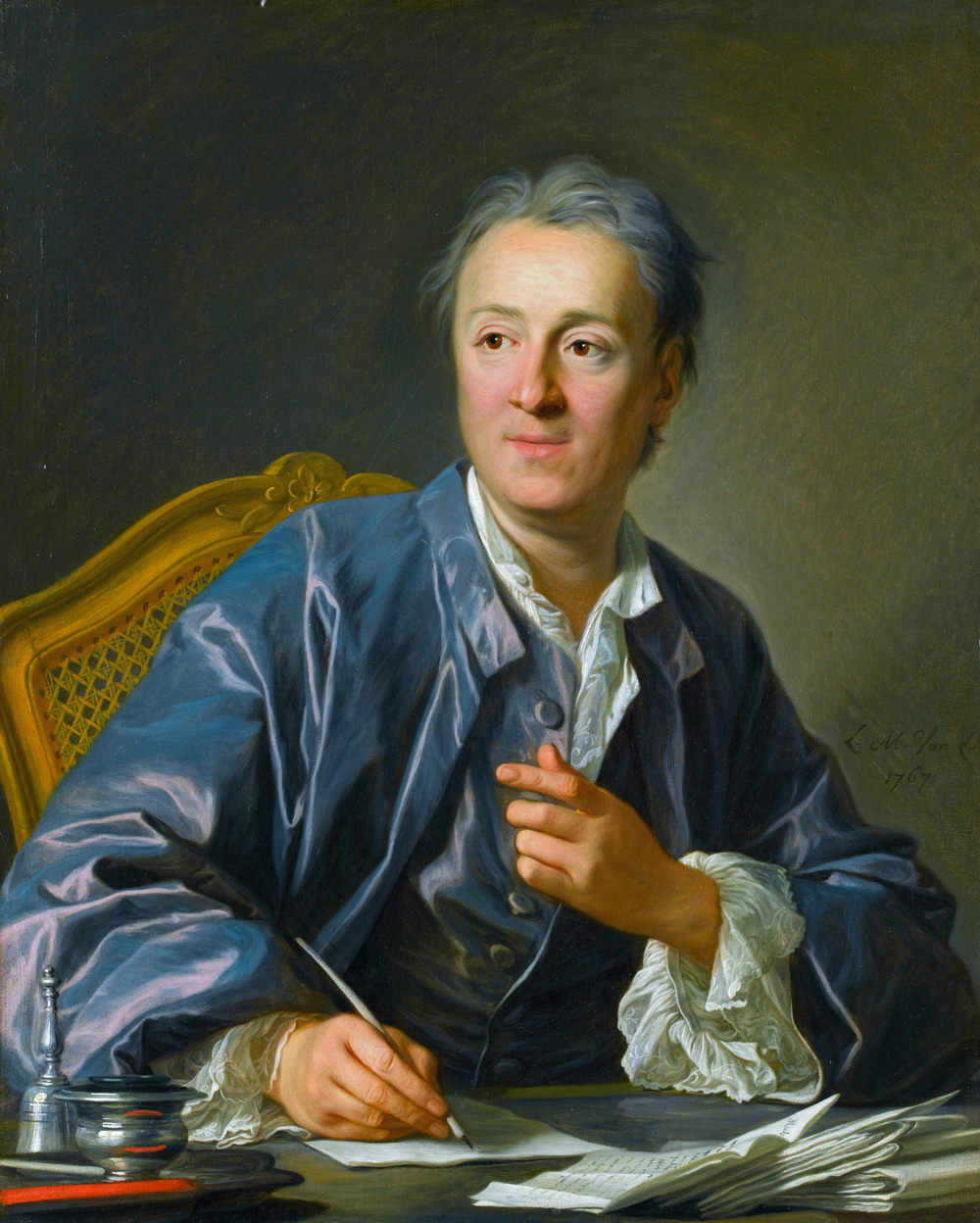
ドゥニ・ディドロ

文化人の一人として活動するようになったものの、ルソーはサヴォア地方の田舎上がりの人物で、パリ社交界の中心的な存在とは程遠かった。社交界には当時最高の美女と評されたデュパン夫人や大物知識人ヴォルテールの姿もあった。
1743年ルソーは、ヴェネツィアにフランスの大使の秘書として勤務したが、大使の横暴に耐えかね一年後に辞職していた。やむなくパリに帰るが、俸給の給与を受けられないなど不条理な扱いを受けた。さらに、音楽家として生きる道を志していたが、満足いく評価を得られず大成の道は困難となっていた。また、1745年にはオペラの楽曲として『恋のミューズたち』の作曲活動に従事していた。

#### テレーズとの出会い
ルソーはサン＝カンタンのホテルで23歳の女中テレーズ・ルヴァスールに出会い、恋に落ちる。テレーズに教養は無く、文字の読み書きも満足にできなかったというが、ルソーは彼女の素朴さに惹かれたようである。
二人は「決して捨てないし結婚もしない」という条件で生涯添い遂げるが、晩年になるまで正式な結婚はしなかった。この二人の関係は、周囲の状況に影響を受け順調にはいかなかった。テレーズの親類縁者がルソーを図々しく頼り、ルソーは稼がなくてはならなくなる。また、二人の間には1747年から1753年までに五人の子供ができるが、経済力のないルソーは当時では珍しいことではないのだが、わが子を孤児院に入れている。当時のパリでは年間3千人の捨て子が発生しており、この問題はすでに社会現象化していた。ルソーも当時の悪しき社会慣行に従ったわけだが、この出来事は『エミール』を書くときに深い反省を強いるものになり、ルソーに強い後悔の念をもたらしていく。
この時期のルソーは窮乏しており、デュパン夫人とその義理の息子であったフランクィユ氏の秘書をして暮らしを立てていた。

#### 『学問芸術論』の執筆
1749年、友人のディドロが『盲人書簡』という冊子を匿名で出版するが、内容に無神論的な記述があったため、ヴァンセンヌの監獄に収監された。ルソーは度々ディドロを訪ねている。
こうした状況の1750年、ルソーは『メルキュール・ド・フランス』という雑誌の広告を目にし、ディジョン科学アカデミーが「学問及び芸術の進歩は道徳を向上させたか、あるいは腐敗させたか」という課題の懸賞論文を募集していることを知る。ルソーに突然の閃きが生じて、三十分にわたり精神が高揚して動けなくなってしまったという。ルソーはこのときの感想を「これを読んだ瞬間、わたくしは他の世界を見た。わたくしは他の人間になってしまった。」と述べている。『ファブリキウスの弁論』という小論をディドロに読んで聞かせて感想を求めた。ディドロは速やかに論文を執筆するように助言し、ルソーは早速執筆をすすめアカデミーに論文を提出した。
ルソーは文明への道徳的批判のテーマを掲げて持論を展開させ、自分自身の確固たるものとなっていた信念を一流の論述によって表現した。
「人間は本来善良であるが、堕落を正当化する社会制度によって邪悪となっている」という直感のもとに、学問・芸術の発達が素朴さに表されるような美徳を喪失させて、衒学的な知識と享楽的な文化を用いて人々に専制君主のもとでの奴隷状態を好ませていると批判を展開していく。「学問、芸術の光が地平線の上にのぼるにつれて、美徳が逃れ去るのがみられる」と述べて、文化・文明の発達は不平等の起源であり、道徳の堕落と併行すると主張したのである。質実剛健と公的精神にあふれた古代スパルタの市民の道徳的な貞潔さや健全さを指摘、郷愁に満ちた思いのうちに答えを見出そうとした。文化を健全化させるには人間自身に内在している「自然の導きに従えば良い」と見解を示し、人間の良識に学問や哲学、芸術を基礎付けるべきだと主張した。
ルソーは、学問と芸術の発達が人間の腐敗と堕落をもたらすことを主張するとともに、文化は圧政を布く専制君主が人々を支配して抑圧に順応させるための懐柔策だと指摘して、論壇に衝撃を与えたのである。彼が執筆した著作『学問芸術論』（Discours sur les sciences et les arts, 1750）は見事入選を果たす。
これが契機となり不遇な状態は一変、以後次々と意欲的な著作・音楽作品を創作する。ルソーは自分が有名になって以降、パトロンとして保護したいというフランクィユ氏など周囲からの申し出を断り、独力で音楽活動にも邁進しながら楽譜の写本などの手段で生計を立てる道を模索する。
1752年の春、ルソーは健康状態がすぐれなかったためパシーにいた。そこで『村の占い師』を作曲する。この楽曲は王宮で公演され、国王ルイ15世の関心を惹くことになった。ルソーは国王から年金給与の申し出を受け、拝謁の機会を賜っている。しかし、ルソーは泌尿器系の持病をもち瀕尿であったため、人前で失禁する恐怖を感じながら生活をしていた。社交界での活動を控え、引き篭もるような暮らしをしていたのには、こうした身体面での悩みのためであった。また、国王とうまく話せる自信がなかったため、国王の申し出を辞退する。この一件は人々から厳しく非難され、ディドロもルソーを咎めた。このような行動は発言や執筆の自由を失うことを恐れたことが要因であるとも考えられている。

#### 『人間不平等起源論』の執筆
1753年、ディジョンのアカデミーが再び「人々の間における不平等の起源は何であるか、そしてそれは自然法によって容認されるか」という主題のもと懸賞論文を募った。ルソーは論文執筆のためにサンジェルマンに行った。かの地で、ルソーは彼にとってさらに本質的な問いに対して『人間不平等起源論』（Discours sur l'orgine de l'inégalité parmi les hommes, 1755）を著した。ルソーは『学問芸術論』の論文の文明批判の思想を更に展開させた。『人間不平等起源論』は41歳にして書き上げたルソー初の大作であり、懸賞論文への解答であった。
ルソーは、原初の自然人は与えられた自然環境のもとでその日暮らしをしており、自己愛と同情心以外の感情は何も持たない無垢な精神の持ち主であったと想像した。冒頭に登場する自然人の描写は「原始人」といってもよい段階である。ルソーは本書において進化論を採用しなかったものの、現代科学でいうなら旧石器時代に現れた化石人類に相当する種をイメージしたと考えられる。先史時代における平等で争いのない自然状態を描きだしていった。
しかし、こうした理想の状態は人間自身の技術的な進歩によって失われていったと見た。狩猟の道具が高度になり、獲物の数も増え人口も増加した。狩猟採集段階に到達した人類の「自然人」イメージはインディアンやコイサン族など現存する未開人をモデルに描かれた。やがて、人々が農業を始め土地を耕し家畜を飼い文明化していく中で、生産物から「余剰」が、すなわち不平等の原因となる富が作り出され、富をめぐって人々がしだいに競い合いながら不正と争いを引き起こしていったと考えた。「私有財産制度がホッブス的闘争状態を招いた」と指摘したのである。また、文明化によって人間は「協力か死か」という状況に遭遇するが、相互不信のため協力することは難しいと喝破した。これは一般的にルソーの「鹿狩りの寓話」として知られる。
やがて、こうした状況への対処として争いで人間が滅亡しないように「欺瞞の社会契約」がなされる。その結果、富の私有を公認する私有財産制が法になり、国家によって財産が守られるようになる。かくして不平等が制度化され、現在の社会状態へと移行したのだと結論付けた。富の格差とこれを肯定する法が強者による弱者への搾取と支配を擁護し、専制に基づく政治体制が成立する。「徳なき名誉、知恵なき理性、幸福なき快楽」に基づく桎梏に人々を閉ざし、不平等という弊害が拡大していくにつれて悪が社会に蔓延していくのだと述べた。ルソーはこうした仮説に基づいて、文明化によって人民が本源的な自由を失い、社会的不平等に陥った過程を追究、現存社会の不法を批判した。
不平等によって人間にとっての自然が破壊され、やがて道徳的な退廃に至るという倫理的メッセージを含んだ迫力は人々のこころに恐怖感を煽るほどの強烈な衝撃となった。その後この書はヴォルテールなど進歩的知識人の反発を強めさせ、進歩の背後に堕落という負の側面を指摘する犬儒性の故に「世紀の奇書」とも評された。

### 思想の巨人ルソー

#### モンモラシーへ
1754年6月1日、ルソーはテレーズと共にジュネーヴに帰郷した。ルソーはジュネーヴの共和政を愛していた。「市民は教育されており、確固として慎み深く、また、その権利を認識しており、勇敢に主張」するとともに、「他人の権利を尊重」している社会であると見ていた。しかし、ルソー自身はかつて若いころにカトリック教徒に改宗していた。ジュネーブはジャン・カルヴァンが導いたプロテスタント国なのでルソーは宗派の違いに悩み、ジュネーヴ市民になるためにプロテスタントに再び改宗した。だが、ジュネーヴでのルソーの評価は芳しくなかった。ルソーは『人間不平等起源論』をジュネーヴ市民に捧げて献辞も捧げたが、これについても予想していたような好評は得られなかった。ルソーはパリでの生活を整理するために一時パリに戻るが、ジュネーヴでの評判が思わしくないのを知り、ジュネーヴに戻るのを断念したため滞在はごく短期間に終わる。

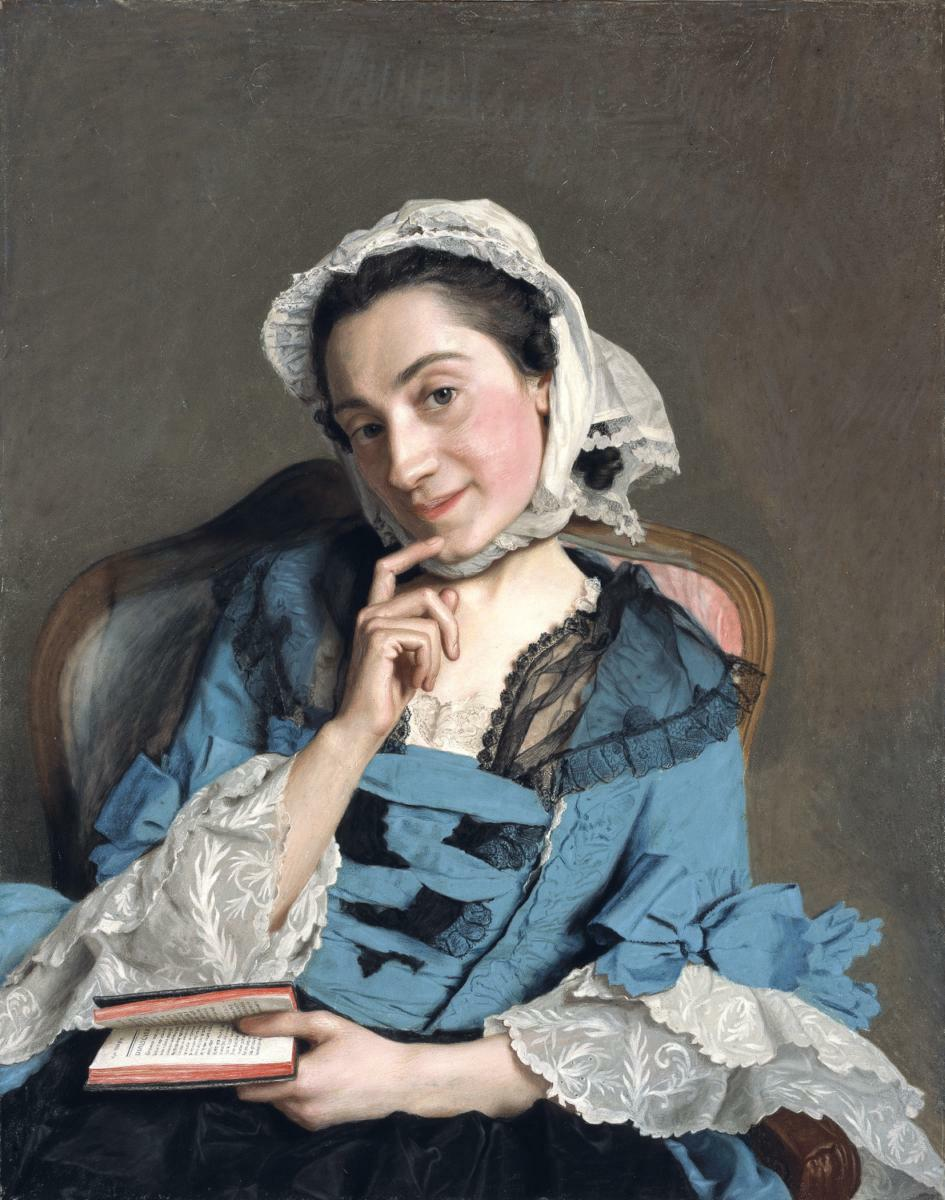
デピネ夫人

ルソーはデピネ夫人からモンモランシーにレルミタージュ（隠者の庵）という小さめの邸宅を宛がわれた。ヴォルテールとの関係は好ましいものではなかった。『人間不平等起源論』を贈っているが、「人はあなたの著作を読むと四足で歩きたいと思うでしょう」と嫌味を言われている。こうしたこともあって、ヴォルテールがジュネーヴで暮らすのを聞き、そこでの生活を断念した。ルソーは1756年からモンモランシーで暮らすことになった。ルソーの新しい住居はパリから16キロ離れた田園地帯にあり、都市の喧騒から離れたいと願っていたルソーにとって非常に良い環境にあった。
ルソーは邸宅の周辺の森を散歩しながら哲学、政治思想、教育理論に関する思索をおこない『政治制度論』を執筆し、『社会契約論』や『エミール』の中心部分を仕上げていった。また、ときには恋愛について夢想して『新エロイーズ』といった作品の執筆活動を進めていった。そんな中、ルソーは友人サン・ラベールの愛人であったデュドト夫人の訪問を受ける。夫人は30歳にちかい年齢の女性で美人ではなかったというが、柔和で優しい生き生きとした女性であった。ルソーは彼女に心奪われてしまう。デュドト夫人にはルソーと恋仲になるつもりはなかったので片思いで終わるが、ルソーと夫人は親しく交流し、ルソーにヴァランス夫人やテレーズでは得られなかった幸福な思いをもたらした。
しかし、恋に夢中となってデピネ夫人との関係は悪くなった。デピネ夫人が妬みを起こして二人の関係を裂こうとしたのである。デピネ夫人にグリムやディドロ、そして妻のテレーズも加担していたので、ディドロとの関係も悪化した。とうとうレルミタージュから出ていくことになり、パトロンであったコンティ公の計らいで彼の税理士だったマタス氏がモンモランシーに所有していたプティ・モン・ルイという小さな田舎家を借りて暮らすことになる。

#### 百科全書派との断交

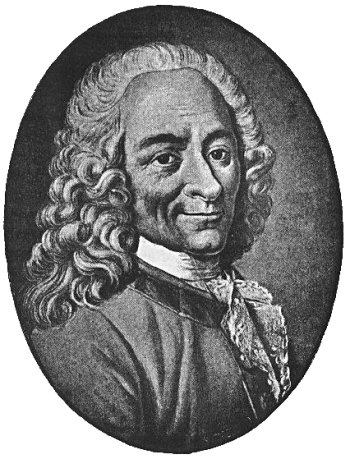
ヴォルテール

ルソーが名を馳せるようになったことが縁で、一時期では『百科全書』に「政治経済論」を執筆・寄稿している。しかし、1755年に10万人の死傷者を出す大災害リスボン地震が発生、ヨーロッパに衝撃が広まった。ヴォルテールは『リスボンの災禍にかんする詩』において神の存在性と慈悲に対する批判をおこなった。これに対して、ヴォルテールに手紙を書いて自説を展開させている。ルソーは地震の災厄が深刻化したのは神の非情さではなく、都市の過密によるものであり、これは人災であるという見方を提示した。文明への過度の依存が持つリスクに対して警鐘を鳴らすとともに自然と調和することの必要性を説いてヴォルテールの見解に異論を唱えたのである。こうした論争の中で対立関係は決定的なものとなった。
次の『演劇に関するダランベールへの手紙』（La Lettre à d'Alembert sur les spectacles, 1758）に至ってヴォルテール、ジャン・ル・ロン・ダランベール、ディドロら当時の思想界の主流とほとんど絶交状態となった。ダランベールが『百科全書』の「ジュネーヴ」の項に町に劇場がないことを批判する一文を載せた。カルヴァンが町に劇場を建てることを禁じたため、劇場がなかったのである。ルソーはジュネーヴでの劇場の建設は市民の徳を堕落させるもので有害であると見解を示した。そして、こうした立場の故、ヴォルテール、ディドロら他の啓蒙思想家たちの無神論的で文明賛美的な傾向との違いが顕著となり、彼らとの関係は決定的に破局した。これは思想的な対立によるものだけでなく、感情的な反感も含まれている。ディドロはルソーの引き篭もりと田舎暮らしを批判し、またデピネ夫人との確執に首を突っ込み、ルソーの家族を引き離そうと画策した。こうした争いの結果、ルソーはかつての友人たちと仲違していく。
彼の思想は壮年期の大作にしてベストセラーとなった書簡体の恋愛小説である『新エロイーズ』（Julie ou La Nouvelle Héloïse, 1761）が発表される。この手紙体の長編小説は自然への回帰による人間性、家族関係、恋愛感情、自然感情等の調和的回復を謳い、熱狂的な反響を呼んだ。

#### 『社会契約論』と『エミール』
1762年4月、彼の思想は『社会契約論』（Le Contrat social, 1762）によって決定的な展開、完成を示した。
ルソーは、『人間不平等起源論』の続編として国家形成の理想像を提示しようとする。ホッブスやロックから「社会契約」という概念を継承しながら、さまざまな人々が社会契約に参加して国家を形成するとした。そのうえで、人々の闘争状態を乗り越え、さらに自由で平等な市民として共同体を形成できるよう、社会契約の形式を示した。まず、社会契約にあたっては「各構成員の身体と財産を、共同の力のすべてを挙げて守り保護するような、結合の一形式を見出すこと。そうしてそれによって各人がすべての人々と結びつきながら、しかも自分自身にしか服従せず、以前と同じように自由であること」を前提とした上で、多人数の人々が契約を交わして共同体を樹立するとした。ルソーによると、暗黙に承認されねばならない「社会契約」の条項は次のたった一つの要件に要約される。それは、これまで持っていた特権と従属を共同体に譲渡して平等な市民として国家の成員になること。そのうえで市民は国家から生命と財産の安全を保障されるという考えを提示した。
社会契約によってすべての構成員が自由で平等な単一の国民となって、国家の一員として政治を動かしていく。だが、めいめいが自分の私利私欲を追求すれば、政治は機能せず国家も崩壊してしまう。そこで、ルソーは各構成員は共通の利益を志向する「一般意志」のもとに統合されるべきだと主張した。公共の正義を欲する一般意志に基づいて自ら法律を作成して自らそれに服従する、人間の政治的自律に基づいた法治体制の樹立の必要性を呼びかけた。
このように、主権者と市民との同一性に基づく人民主権論を展開し、近代民主主義の古典として以後の政治思想に大きな影響を及ぼした。そして政府は人民の「公僕」であるべきだと論じつつ、国民的な集会による直接民主制の可能性も論じた。ただし、人民の意志を建前に圧政がしかれる可能性があり、『社会契約論』には過酷な政治原理が提唱されていると指摘する論者もいる。そのため、この著書には今日でも賛否両論が存在している。
1762年5月、小説的な構成をもつ斬新な教育論『エミール』（Émile ou De l'éducation, 1762）が刊行される。
『エミール』では理想となる教育プランを構想している。ルソーは自分を教師として位置付け、架空の孤児「エミール」をマン・ツー・マンで育成する思考実験を行い、教育を理論化しようとした。社会からの余計な影響を受けないよう家庭教師による個別指導に徹するべきだと主張した。そのうえで、「自然による教育、人間による教育、事物による教育」という三つの柱を示した。自然による教育だが、これは子どもの成長のことである。人間による教育は、教師や大人による教育である。最後に事物による教育は外界に関する経験から学ぶということである。また、教育期間の段階も三段階に整理した。第一に、12歳までの子どもを感覚的生の段階にあるとし、身体の発育（自然による教育）と外界に見られる因果律についての経験（事物による教育）を中心に成長とする。第二に、12歳から15歳までは事物の効用の判断を鍛えて、有用性のために技術や学習をする功利的生の段階を経る。最後に15歳以降、神や自然、社会に関する知識と洞察が開かれ、道徳と宗教を身につける理性的道徳的生の段階へと至る。
ルソーは「子どもを小さな大人」として見る社会通念を否定し、「子どもは大人ではない。子どもは子どもである」とする立場を打ち出した。そして、子どもの自主性を重んじ、子どもの成長に即して子どもの能力を活用しながら教育をおこなうべきだという考えを示した。
ルソーは、子どもは年齢に応じた発達段階に合わせて、教訓や体罰によらず危険なことからは力（保護）で制止し、有用な知識は読書ではなく自分の経験から学習させ教育していくべきだと考えた。幼い子ども（5歳以下）に対しては情操面の発達を重んじ、児童期（5～12歳）には感覚や知覚で理解できる範囲を経験で教えていく。自然人として理想的な状態をつくっていくことを目標とした。ルソーは「私たちは、いわば、二回生まれる。一回目は存在するために、二回目は生きるために。」と語っている。成人すると社会で生きていく必要があるので社会人になれるような教育を行う必要がある。感覚教育から理性教育の段階へと移行していく。
子どもが思春期（12～15歳）に入って理性に目覚めると「理性の教育の時代」が始まり、本格的な教育を受けるべきだと考えた。ルソーはエミールを野外へと連れていき、迷わずに周囲を巡るには太陽の位置などを参考に方位を手がかりとして地図を読むなど、天文や地理に関する基本的な知識や情報が必要になることを教える。ルソーは生活のために役に立つ知識を出発点にして専門的な学問へとエミールの関心を刺激し、自ら体系的な理解や知識を構築していく力を鍛えることへ注意を向けさせる重要性を指摘した。青年期（15歳以降）に入ると道徳感情から社会を学んだり、自然の法則から神の存在を確信して、やがて宗教から生きる意味を考えたり、歴史に関する知識も与えられていく。このように、成長と共に教育を受けて人間としても市民としても相応しい大人となっていく過程が描かれた。
『エミール』において、ルソーはエミールが成人した後に理想のフランス人男性を描写しようとした。ルソーは彼が大人になって農夫（フランスの「普通の男性」）となるとしたのである。そして伴侶を探す旅の途中、エミールは出会った女性ソフィーに一目惚れをして結婚、やがてソフィーと家族をつくるという設定でストーリーを終えている。『人間不平等起源論』では先史時代が人類の歴史の舞台であったが、『エミール』においてルソーのイメージする市民エミールは、農村で慎ましく生活し、家族を養い、そして学んだ知識をもとに隣人のために知恵を働かせる、そうした人物として描かれた。これは自営の農家とその暮らしぶりを理想化したルソーが長年愛したフランス農村への憧憬を示すと考えられる。
『人間不平等起源論』、『社会契約論』、『エミール』は三部作の関係である。

### 亡命、そして帰国

#### 迫害

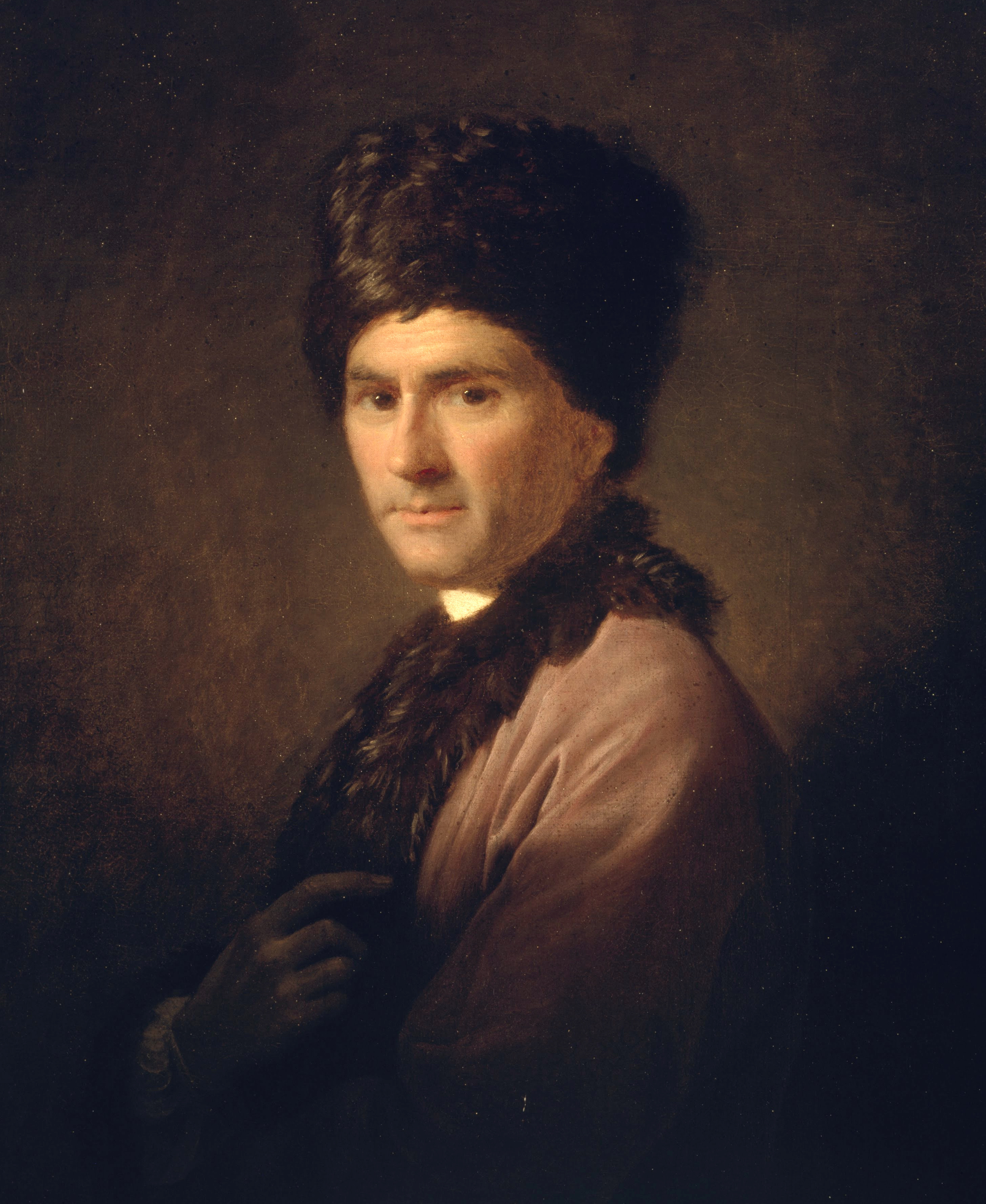
アルメニア人風衣装を着た1766年のルソー

『エミール』はオランダとパリで印刷され、出版される運びとなった。『社会契約論』は自由と平等を重んじ、特権政治を否定する立場が表明された。それ以上に問題になるのは、『エミール』第4巻にある「サヴォア人司祭の信仰告白」が持つ理神論的で自然宗教的な内容が、物議を醸すことであった。
カトリック教会を否定する思想は当時の世では危険思想であった。印刷の段階で中断が相次ぎ、容易に出版には入れなかったこともあり、ルソーは状況を心配せねばならなくなる。懸念していた通り、「サヴォア人司祭の信仰告白」はパリ大学神学部から厳しく断罪された。『エミール』はパリ高等法院から焚書とされ、1762年6月9日ルソー自身に対しても逮捕状が出た。前日の深夜、このころ支援者となっていたリュクサンブール元帥の忠告に従い、ルソーはモンモランシーを離れて一路スイスはジュネーブに亡命しようと計る。しかし、支援者のロガン氏がいたが、ジュネーヴでも一時の滞在地に選んだイヴェントンでもルソーへの迫害がはじまり、ルソーの居場所はどこにもなくなりつつあった。
スイスのヌーシャテル地方のモチエ村にロガン氏の縁者が所有する家があり、ルソーはそこに落ち着き先を得る。モチエ村はプロイセン領であり、当時プロイセン王国は啓蒙専制君主フリードリヒ大王の治世であった。ルソーは「以前から王についての悪い事を言ってきており今後も言うかもしれない」としながらも、寛大で知られる王との「庇護ではない契約」を求める手紙を王に送った。ルソーはキース卿に手紙を書き、受け入れてほしいと願う。ルソーの願いは聞き入れられ、隠遁が許される。ルソーにとって望まぬ迫害より辛いのは、この年育ての親であり恩人であったヴァランス夫人が亡くなったことである。1754年にジュネーヴに訪問する際に会った折、ルソーは既に零落していた夫人を引き取って旧恩に報いることを考えおり、夫人に提案していたが夫人がこれを固辞し、以来二人は会っていなかった。ルソーは母親代わりの女性に孝行できなかったのである。
悲しみに暮れるルソーを世間は放置しなかった。モチエにもルソーへの非難と迫害がはじまり、ルソーは居場所を失う。ルソーはカトリック教会の教義に反発し、人間の権威には従わないと語ったが、これはカトリックだけでなくプロテスタント側からも反感を買った。当てにしていたジュネーヴの冷淡さに失望したルソーは1764年『山からの手紙』を書いてジュネーヴ批判と自分の弁明を始めていく。だが、ルソーの弁明に対してさらなる攻撃がおこなわれる。ジュネーヴ市民という匿名を持ってヴォルテールからもプライベートな家族の問題、とりわけ子どもを孤児院に送り捨てた過去をやり玉に挙げられ非難された。ルソーへの糾弾は思想対立ではなく、誹謗中傷を伴なう人格攻撃へと変わっていたのである。
ルソーは命の危険を感じてモチエ村を離れビール湖のサン・ピエール島に避難する。ルソーはこの島の自然を気に入るようになり、植物収集をして楽しみ、傷心を慰めている。
だが、サン・ピエール島でもいられなくなって1765年ベルリンを目指して途中ストラスブールに立ち寄る。ストラスブールでは大歓迎を受けたため、ルソーはこの地で落ち着くことを考えるが、ヴェルドラン夫人がフランスの通行許可証を用意してイギリスへの渡航を提案した。ロンドンにはルソーと同様高名な哲学者デイヴィッド・ヒュームがおり、二人を引き合わせようと手筈を整えていた。自由で寛容なイギリスでならルソーも暮らしていけるだろうと考えたのである。ヒュームからも招待したいという手紙が届き、ルソーはロンドンに行くことを決意する。
1765年12月ルソーはパリに向かい、コンティ公から保護を受けてホテル・サンシマンに投宿する。しばらくは人目を忍んでいたが、すぐ人々の知るところとなり、人々が続々とルソーを訪問した。実質的にパリへの凱旋となった。そこで、ヒュームとも出会っている。ヒュームはルソーにすぐさま好感を感じ、すっかり心酔してしまったようである。しかし、ルソーはヒュームの友人ホーレス・ウォルポールの皮肉に嫌悪感を抱いていた。

#### イギリスへ

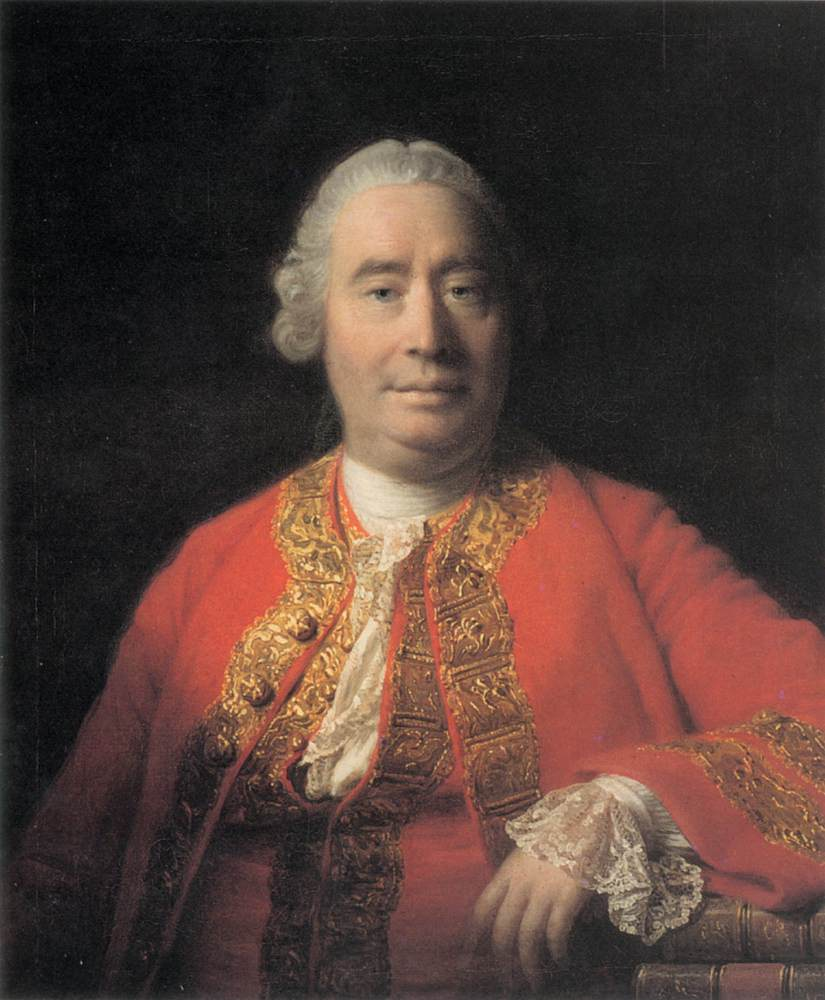
デイヴィッド・ヒューム

1766年1月、ルソーはヒュームに連れられてロンドンに向かって出立した。
ロンドンに到着して、ヒュームはルソーを宿泊先としてエリオット夫人の邸宅を指定したが、そこにルソーに対して敵対的なスイスの医者トロンシャンの息子がいて、二人が鉢合わせしたため、ルソーが侮辱されることを恐れてエリオット夫人に他の住居を求めるといった悶着があった。ロンドンに滞在中もルソーは熱烈な歓迎を受けており、人々の訪問を受けた。国王ジョージ3世もルソーを訪ねたという。ヒュームはウーットンに住居を用意して新居にルソーが入れるように手配したが、その際、手配役がルソーに路銀の節約のために自分の馬車を提供したところ、この対応がルソーの機嫌を損ねてヒュームと喧嘩するといったことが起こった。
ルソーは配慮に欠くヒュームの振る舞いに次第に不信感を持つようになる。ウォルポールがルソーを非難するために作成したフリードリヒ大王の偽造書簡を新聞に掲載されたといったことがあったが、ヒュームはウォルポールの冗談として済ませたこともルソーにとって不愉快なことであった。ルソーが嫌いな人物をヒュームが弁護するのが我慢できなくなっていた。ルソーはヒュームに騙されていると感じ始めるようになる。一方、ヒュームは国王からルソーに対して年100ポンドの年金を支給するように嘆願をして、ルソーのために八方手を尽くして奔走していた。ルソーはヒュームを信じられなくなり、ついに6月23日にヒュームと絶交を宣言した。
この時期、ルソーは度重なる誹謗中傷に対して自分の弁明をしなければと考え、回想録を書こうと考える。スイスでの流転やヒュームへの不信と確執は『告白』（Les Confessions, 1782-89）を書き始める契機となった。
ルソーの精神状態はひどい状態になっていた。現在でいえば統合失調症とも言えるような状態で、極度の不安と人間不信、被害妄想に悩まされた。もはやイギリスにはいられないと考え、フランスに帰る決断をした。そして5月半ばにドーバーからカレーに赴き、フランスに帰ってしまう。

### 晩年

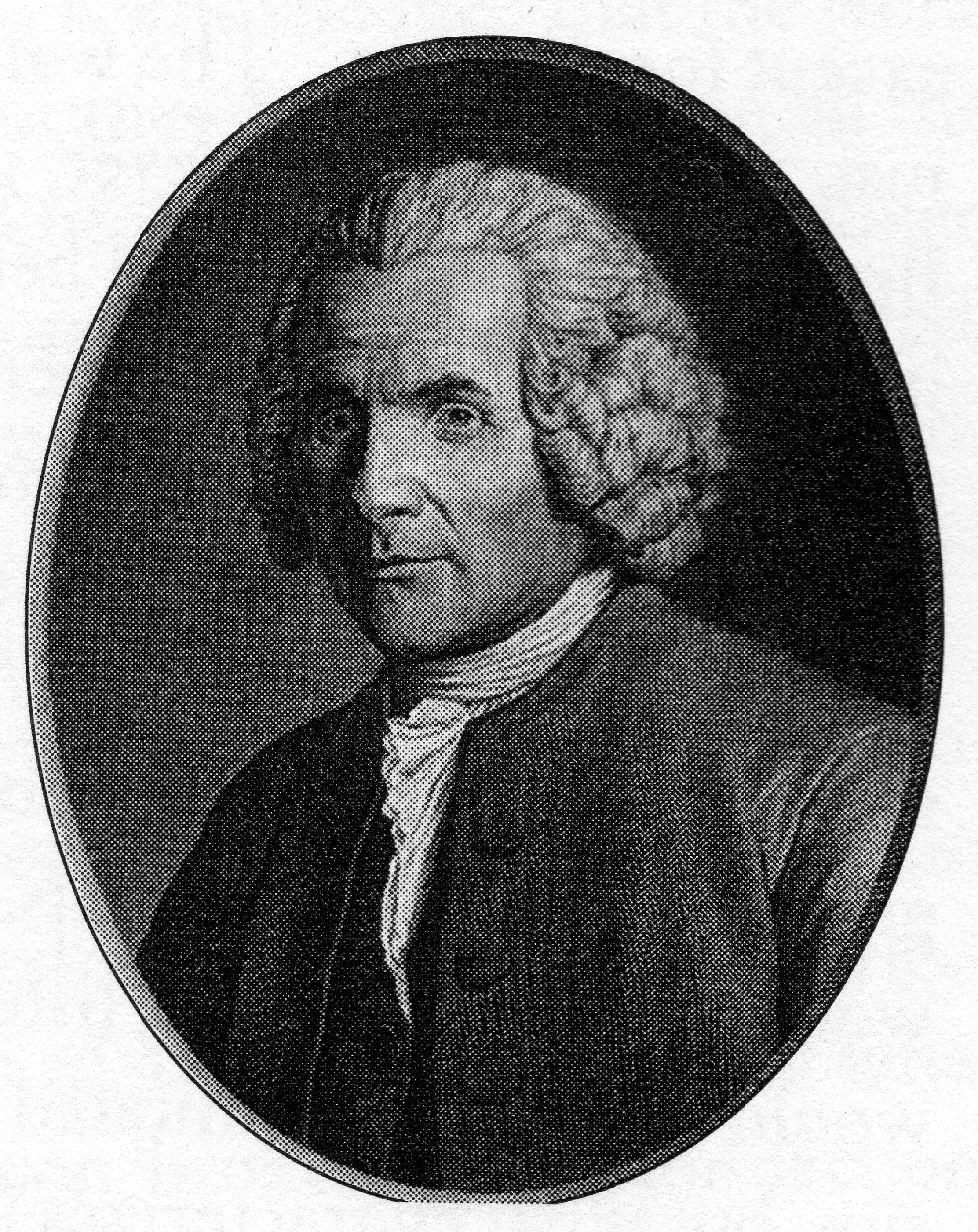
晩年のルソー

ルソーがフランスに帰国することは多くの人々の知るところとなった。兼ねてより親交をもっていたコンティ公やオノーレ・ミラボーに状況を知らせて保護を求めた。まだパリ高等法院の逮捕状は効力を持っていたため、身を隠さなくてはならなかった。そこで、コンティ公はトリーの城にルソーを匿うことにした。1768年までの一年間ルソーはこの城で過ごすことになる。ルソーの精神は錯乱状態になっていた。ルソーはヒュームから攻撃されるという妄想に苛まれ、城の関係者が敵のスパイではないかと怯えながら暮らしていた。病人がでたり、関係者に不幸があったりすると、城の中には暗殺者がひそみ毒を盛ったり盛られたりしているのだと思い込んだりするほど切迫した精神状態であった。この時期はまともな精神状態ではなかったため執筆活動はほとんどできなかった。
1768年、ルソーはリヨンに向かい、そこからグルノーブルに進んで旅をする。この旅ではルソーの尊敬する人々やルソーを敬愛する人たちに会う機会があり、シャンベリーに行ってヴァランス夫人の墓参りもした。テレーズもルソーのもとに到着し、二人はブルゴワン近郊のホテル「ラ・フォンテーヌ・ド・オル」で正式に結婚する。テレーズはついにルソー夫人になったわけである。
しかし、ルソーの病状は好転しては悪化したりを繰り返していて、この旅のさなかでも極度の不安に陥ることがしばしばあった。
1770年、ルソーは友人の反対にもかかわらずパリに帰る。パリでは依然としてお尋ね者であったが、市民の人気は熱狂的なもので、警察はルソーの所在を知っていたが、まったく捜索や逮捕などしようとしなかった。そのため、ルソーはパリで思うように好きに過ごすことができ、もてなしを受けたり、譜面の写本の仕事をしながら植物採集を楽しみ執筆活動に従事した。パリでは、被害妄想に悩まされつつ晩年の自伝的作品『告白』（Les Confessions, 1782-89）を完成させた。ルソーは要注意人物であったため出版は禁じられていたため、『告白』は朗読会で公表された。
この頃の暮らしは5時ごろに起床して楽譜を写す仕事をして、7時半ごろ朝食、午前中は仕事をして、午後になってからカフェに行ったり、植物採集をしたりして夕方になるころに帰宅し、21時ごろには寝るという暮らしだったという。ルソーは体調不良が続く中で『ポーランド統治論』 （Considérations sur le gouvernement de Pologne, 1771）も執筆し、政治制度に関する研究や提言もおこなっている。まもなくポーランドはプロイセン、オーストリア、ロシアの三国による分割によって消滅する。
精神状態は悪化の一途を辿っていた。ルソーは迫害の恐怖に恐れおののき正気を保てなくなっていった。そこで、1772年からルソーは自己弁明のために『ルソー、ジャン＝ジャックを裁く - 対話』 （Rousseau juge de Jean-Jacques, 1777）を執筆に取り組み始めている。ノートルダム寺院に奉納しようとするが門が閉じていたため目的を果たせず、神さえ敵と共謀していると考えるようになった。ルソーはビラを印刷して人民に自分の身の潔白を訴えようとした。そして自分を見つめることに老年の仕事を見出し、『孤独な散歩者の夢想』（Les Rêveries du promeneur solitaire, 1776-78）の執筆を始める。これらも『新エロイーズ』とともにロマン主義文学に，自然と自我の問題を提起して広大な影響を及ぼした。

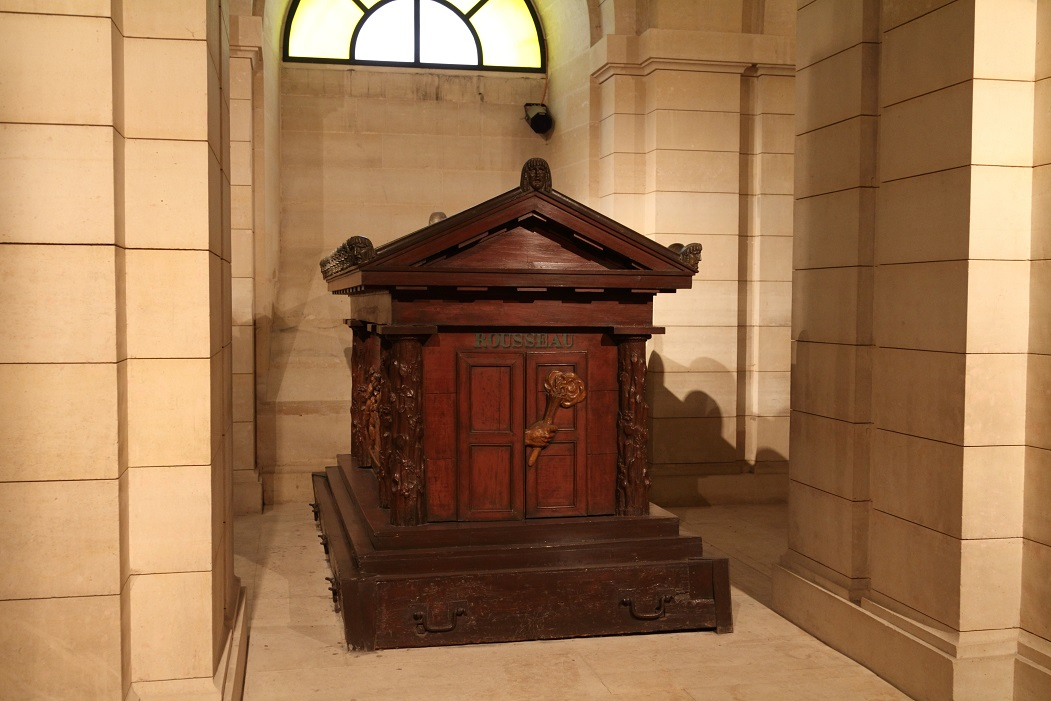
パンテオンに安置されたルソーの棺

だが、ルソーは年齢と共に体力も衰えて貧困に窮していき、病気になったテレーズの看病をしなくてはならず執筆活動を中断させたままとなった。1778年、愛読者のジラルダン侯爵の好意を受けてパリ郊外のエルムノンヴィルに移る。この地でルソーはジラルダン侯爵と好きな植物採集を楽しんだりしている。しかし、7月2日、ジラルダン侯爵の娘にピアノを教えるため支度をしている際、ルソーは倒れる。死因は尿毒症と言われているが、ルソーの容態は急激に悪化して、そのまま帰らぬ人となる。66歳。7月4日、ルソーの遺体はジラルダン侯爵の意向で、侯爵所有の城内庭園の池の中にあったポプラ島に霊廟が建てられ、鉛の棺に納められて埋葬された。
その死後、フランス革命が勃発、かれは革命の功績者と讃えられ、1794年10月11日に、ドン・マルタンからエルムノンヴィルに迎えが派遣され、栄誉の殿堂パンテオンへ合祀する儀式が挙行された。ルソーの棺は同じ哲学者のヴォルテールや医師で革命指導者だったジャン＝ポール・マラーと共に並置されることになった。

## 思想

### 社会契約説
先駆のトマス・ホッブズやジョン・ロックと並びルソーは、近代的な「社会契約（Social Contract）説」の論理を提唱した主要な哲学者の一人である。
まず、1755年に発表した『人間不平等起源論』において、自然状態と、理性による社会化について論じた。ホッブズの自然状態論を批判し、ホッブズの論じているような、人々が互いに道徳的関係を有して闘争状態に陥る自然状態はすでに社会状態であって自然状態ではないとした。ルソーは、あくまでも「仮定」としつつも、あらゆる道徳的関係（社会性）がなく、理性を持たない野生の人（自然人）が他者を認識することもなく孤立して存在している状態（孤独と自由）を自然状態として論じた。無論、そこには家族などの社会もない。

ルソーは、自然状態の人間について次のように語っている。
理性によって人々が道徳的諸関係を結び、理性的で文明的な諸集団に所属することによって、その抑圧による不自由と不平等の広がる社会状態が訪れたとして、社会状態を規定する（「堕落」）。自然状態の自由と平和を好意的に描き、社会状態を堕落した状態と捉えるが、もはや人間はふたたび文明を捨てて自然に戻ることができないということを認めて思弁を進める。
1762年に発表した『社会契約論』において、社会契約と一般意志なる意志による政治社会の理想を論じた。社会契約が今後の理想として説かれる点で、ルソーの社会契約説は、イギリスにおいて現状の政治社会がどのような目的の社会契約によって形成されたのかについて研究したホッブズやロックの社会契約説と異なる。『社会契約論』においてルソーは、「一般意志」を民意や世論といった単純な「特殊意志（個人の意志）」の総和（全体意志）としてではなく、それぞれの「特殊意志」から相殺しあう過不足を除き「相違の総和」として残された共通の社会的利益として考えていた。この社会的利益は要するに公共の福祉になるのだと説明している。ルソーは、ロック的な選挙を伴う議会政治（間接民主制、代表制、代議制）とその多数決を否定し、あくまでも一般意志による全体の一致を目指しているが、その理由は、ルソーが、政治社会（国家）はすべての人間の自由と平等をこそ保障する仕組みでなければならないと考えていたためである。そのため、政治の一般意志への絶対服従によって、党派政治や一部の政治家による利権政治を排した真に民主的な「共和国」の樹立を求めた。ただし、ルソーが言う「共和国」とは一般的な意味での共和国ではなく、君主政体でも法治主義が徹底されていれば「共和国」ということになる。ルソーの議論が導く理想は政治が一般意志に服従した人民主権（国民主権）の体制であった。ただし、ルソーは一般意志による政治について、民主政の他に君主政や貴族政を排除せず、政体はあくまでも時代や国家の規模によって適するものも異なるとし、社会契約による国家が君主政であるにせよ、あるいは貴族政であるにせよ、民主政であったとしても民意による支持があればそれで良く、政体は国情によって決まられるべきと考えていた。ルソーは、君主制とか共和制といった政体よりも国家を担う統治者が国民の一般意志に服従しているかどうかを重要視していたと考えられる。

### 言語論
『言語起源論』は、『人間不平等起源論』とともに構想されたルソーの著作であり、言語の起源を音声（音声言語）に求める。そしてエクリチュール（書かれたもの）については、情念から自然に発声される詩や歌を文字で表そうとする試みが、あくまでもその根源であるとする。そして歴史的な過程の中で言語からは情念が失われ（「堕落」）、理性的で合理的な説得の技術が重要となり、そしてそれは政治的な権力に代わったと、ルソーは考える。
20世紀、ジャック・デリダは、存在論に関する主著『グラマトロジーについて』の中で、ルソーの『言語起源論』を何度も引用しながら、言語におけるエクリチュールに対するパロール（話し言葉）の優越を語ってきた思想史を批判し、エクリチュールとパロールの二項対立と差異について論じている（デリダ哲学における脱構築も参照）。

### 文明論
文明を主題にしたルソーの著作は、『学問芸術論』、『言語起源論』、『人間不平等起源論』など多い。その一貫した主張として、悪徳の起源を、奢侈、学問、芸術など、文明にこそ求めている点は非常に特徴的である。それらは、文明による「堕落」という言葉を以て示される。その文明に関する考え方は、まず『人間不平等起源論』に示される。前提として仮定される自然状態における自然人は、理性を持たず、他者を認識せず、孤独、自由、平和に存在している。それが、理性を持つことにより他者と道徳的（理性的）関係を結び、理性的文明的諸集団に所属することで、不平等が生まれたとされる。東浩紀は、ルソーの一般意志に関する研究書の中で、「社会の誕生を悪の起源とみなす。人間と人間の触れあいを否定的に評価する。これは社会思想家としては稀有な立場である。ルソーは多くの哲学者と異なり、人間の社交性に重要な価値を認めなかった」と特筆し、思想史上、極めて特異なルソーの文明観に着目している。ルソーが、「人間が一人でできる仕事（中略）に専念しているかぎり、人間の本性によって可能なかぎり自由で、健康で、善良で、幸福に生き、（中略）。しかし、一人の人間がほかの人間の助けを必要とし、たった一人のために二人分の蓄えをもつことが有益だと気がつくとすぐに、平等は消え去り、私有が導入され、労働が必要となり、（中略）奴隷状態と悲惨とが芽ばえ、成長するのが見られたのであった」と述べている部分に、その主張を端的に読み取ることができる。
1755年リスボン地震に関して、啓蒙思想家ヴォルテールが発表した『リスボンの災禍に関する詩』に対するルソーの批判にも、その文明観を見ることができる。ヴォルテールは、理性主義（合理主義）と理神論、理性的な文明を志向する思想の下、精力的に宗教批判や教会批判を行ってきた。そのためヴォルテールは、罪なき多くの人間が犠牲となったリスボンの災禍を教会批判に用い、非合理的な宗教を誤謬の象徴として捉え、教会が守ろうとしてきた社会に対して、その最善の世界で何故このような災禍が起こるのかと問いを提起した（教会信者の楽天主義に対する批判）。これはヴォルテールの啓蒙活動のなかでも重要なものとなり、ヴォルテールは理性による社会改革を訴える。そうした一連の主張に対して、ルソーは強く批判を行った。ルソーの考えによれば、自然災害にあたって甚大な被害が起こるとき、それは、理性的、文明的、社会的な要因により発展した、人々が密集する都市、高度な技術を用いた文明が存在することによって、自然状態よりも被害が大きくなっているということなのである。ルソーは『ヴォルテール氏への手紙』において、次のように述べている。「思い違いをしないでいただきたい。あなたの目論見とはまったく反対のことが起こるのです。あなたは楽天主義を非常に残酷なものとお考えですが、しかしこの楽天主義は、あなたが耐えがたいものとして描いて見せてくださるまさにその苦しみのゆえに、私には慰めとなっています」、そして「私たちめいめいが苦しんでいるか、そうではないかを知ることが問題なのではなくて、宇宙が存在したのはよいことなのかどうか、また私たちの不幸は宇宙の構成上不可避であったのかどうかを知ることが問題なのです」。

### 教育論
上述のようにルソーは、理性とそれによる文明や社会を悲観的に捉えている。それゆえルソーは、主に教育論に関して論じた『エミール』において、「自然の最初の衝動はつねに正しい」という前提を立てた上で、子の自発性を重視し、子の内発性を社会から守ることに主眼を置いた教育論を展開している。初期の教育について、「徳や真理を教えること」ではなく、「心を悪徳から、精神を誤謬から保護すること」を目的とする。

### 音楽
作曲家としてのルソーは、オペラ『村の占師』（Le Devin du village 1752年、パリ・オペラ座で初演）などの作品で知られる。なお、このオペラの挿入曲が、後に日本では『むすんでひらいて』のタイトルでよく知られるようになった童謡である。この作品はモーツァルトのオペラ『バスティアンとバスティエンヌ』の元になったことでも知られ、また、オペラの中のコランのアリア「いやいや、コレットは偽らない」（Non, non, Colette n'est point trompeuse）はベートーヴェンによって編曲されている(WoO. 158c)。
音楽理論家としては、音楽理論を整理し、音をより数学的に表現するため、「数字記譜法」を発案し、『音楽のための新記号案』を科学アカデミーにおいて発表した。その後、自身の音楽研究を『近代音楽論究』としてまとめている。また作曲の他に、晩年には『音楽事典』も出版している。
起源を音声に求めるルソーの言語論は、その音楽論と表裏一体の議論である。
1750年代のブフォン論争においては、イタリアのオペラ・ブッファの擁護者の代表として、フランス音楽を痛烈に批判した。

### 植物学
博物学的な観察によって、植物を分類し、植物学に関する体系的な著作を残している。『孤独な散歩者の夢想』においてルソーが自認しているとおり、ルソーは、他者との社交よりも、自然と孤独を好んだ。そして思想的進歩性から迫害されることもあったルソーは、特にスイス亡命中に植物の観察を多く行っている。ルソーは、長い時間をかけて植物の形態と表象的な記号を詳細に記録し、分類した。『植物学』は、ピエール＝ジョゼフ・ルドゥーテが博物画を担当し、ルソーの死後に刊行されている。また、ルソーは独自に編纂した『植物用語辞典』の出版を計画しており、遺稿として残されている。

## 人物
ディドロやダランベールなど、いわゆる百科全書派と深い交流を持ち、自身も百科全書のいくつかの項目を執筆したが、後に互いの主義主張の違いや、ルソー本人の被害妄想の悪化などが原因で決裂することとなる。
- 私生活においては、マゾヒズムや露出癖、晩年においては重度の被害妄想があった。こうした精神の変調の萌芽は若い頃からあり、街の娘たちの前で下半身露出をして女性の連れの男性に捕まった[150]。更に自身の5人の子供を、経済的困窮と内縁の妻テレーズの縁者からの集りに耐えかねて孤児院に送った。自身の著書『告白』などでそれらの行状について具体的に記されている。
- 生涯、ルソーが経済的に裕福だったことは一度もない。当時はまだ著作権が整備されておらず、たとえ本がどれほど売れようと原稿は基本的に買い取り制であった。また本人が年金制度を晩年まで嫌悪していたため、常に他人の世話になって生活することが多く、定職と言えるものは、若い頃からやっていた楽譜の浄写で、これが貴重な収入源であった。しかし最後には年金への主張を改め、それを受け取るために各方面に働きかけた。
- 生涯において、公的な学習機関を修了したことは一度もない。一度だけ、ヴァランス夫人の勧めで神学校に通ったことがあるが、1年と持たなかった。

## 評価・影響
ルソーから影響を受けた人物としては、哲学者のイマヌエル・カントが有名である。 ある日、いつもの時間にカントが散歩に出てこないので、周囲の人々は何かあったのかと大きな騒ぎになった。実はその日、カントはルソーの著作『エミール』をつい読み耽ってしまい、すっかりいつもの散歩を忘れてしまっていたのであった。カントはルソーについて、『美と崇高の感情に関する観察』への覚書にて次のように書き残している。
わたしの誤りをルソーが訂正してくれた。目をくらます優越感は消え失せ、わたしは人間を尊敬することを学ぶ。
ルソーの思想はカントの他、ヨハン・ゴットリープ・フィヒテ、ゲオルク・ヴィルヘルム・フリードリヒ・ヘーゲルなどにも影響を与え、ドイツ観念論の主軸の流れに強い影響を及ぼした。
ルソーと同じくカントに影響を与えた哲学者の一人として知られるイギリスのデイヴィッド・ヒュームは、ルソーと交友関係があった。しかし、ヒュームとルソーは後に絶交する。
ルソーの影響は、20世紀以降のフランス現代思想にも見られる。クロード・レヴィ＝ストロースは、人類学の一つの起源としてルソーを再評価している。ポスト構造主義の現象学系哲学者ジャック・デリダは、『グラマトロジーについて』（特にルソー論となっているその後半部分）において、脱構築的読解（散種）によって、『言語起源論』をはじめとするルソーの諸著作を再読している。
また、詩人フリードリヒ・ヘルダーリンもルソーの影響を深く受けた。ヘルダーリンの詩編を詳細に分析したマルティン・ハイデッガーがなぜかルソーに言及しないことに注目したフィリップ・ラクー＝ラバルトは、ハイデッガーにおけるルソー的な問題設定の逆説的な反映を『歴史の詩学』（日本語版 藤原書店, 2007）において論じた。
帝政ロシアの作家レフ・トルストイは青年期にルソーを愛読し、生涯その影響を受けた。地主でもあったトルストイの生活と作品には「自然に帰れ！」の思想が反映している。
なお、ルソーの思想を語る際に「自然に帰れ!」というフレーズがよく引き合いに出されるが、ルソーの著作には「自然に帰れ！」という具体的な文句は一度も登場しない。ルソーの著作のひとつの解釈として、ルソーはそのように言っているようなものであるという譬えであり、このような評はルソーの在世中にもあったが、誤解であると言われる。
哲学者としては啓蒙思想家（フィロゾフ）に位置づけられるルソーであるが、作家としても大きな成功を収めており、その「私」を強烈に押し出した作風は、後のロマン主義の先駆けとなったといわれ、その長大かつ詳細な自伝である『告白』は『懺悔録』の名で日本語訳され、太宰治などのエッセイにもその言及がみられる。また、本人が「空想のままにペンを走らせた」という『新エロイーズ』は18世紀フランスにおける最大級のベストセラーとなり、ヴォルテールの『カンディード』と並び称された。
ルソーを含む近代哲学者の思想的影響を受けたとされ、ルソーの死後に始まったフランス革命においては、「反革命派」と名指しされた者に対して迫害、虐殺、裁判を経ない処刑が行われるなど、恐怖政治が行われた。マクシミリアン・ロベスピエールやナポレオン・ボナパルトといった指導者たちが「一般意志」などルソーの概念を援用し、人民の代表者、憲法制定権力を有する者と自称して、独裁政治を行ったということは、歴史的事実である。しかし、ルソーの存在しない時代において行われたそれらがルソーの理想するところであったかどうかについては、留意すべき点である。後述のように、そもそもルソー自身は、その思想において、代表制の政治に非常に懐疑的である。
また、「ダランベール氏への手紙：演劇について」においては、演劇の持つカタルシスの機能を批判した。

### 日本への影響
中江兆民、生田長江、大杉栄らはルソーの翻訳をし、また作家の島崎藤村は明治42年（1909年）3月に「ルウソオの『懺悔』中に見出したる自己」を発表し、ルソーの『懺悔録』（『告白』）に深い影響を受けたと述べている。
明治10年（1877年）12月に日本で初めてのルソーの日本語訳である「民約論」（服部徳訳・田中弘義閲 有村壮一）が発表され、明治15年（1882年）には中江兆民訳で「民約訳解」が発表されて以降、現在に至るまで多数の訳書が日本では刊行されている。
デリダ派哲学者として知られる東浩紀は、新しい政治構想として、解釈が難しく全体主義の一つの起源とまでされた一般意志を、ジークムント・フロイトの無意識論における集合的無意識と結びつけるという思想史的に見て非常に特異な解釈を示し、それをさらに情報化社会においてデータとして蓄積される集合知と結びつけることによって、現代の政治に一般意志を用いる構想を行っている（『一般意志2.0』）。
筑波大学の教授である中川八洋はルソーのことを「人と動物との区別ができない重度の精神分裂病」と酷評をしている。

## その他
一般にフランス王妃マリー・アントワネットが言ったものとして流布している「パンが無ければお菓子を食べればいいじゃない」という言葉（「お菓子」の代わりにケーキやクロワッサンなどとも。原文は S'ils n'ont pas de pain, qu'ils mangent de la brioche、直訳すれば「パンがないのであればブリオッシュを食べてはどうか」）の出所は、『告白』第6巻に書かれた記事（小咄）である。原典では「たいへんに身分の高い女性」の言葉とされており、発言者がマリー・アントワネット（『告白』第6巻が執筆された1765年当時は9歳のオーストリア大公女だった）と結び付けられるのは後世である（考証は「ケーキを食べればいいじゃない」参照）。
自然に帰れ
ルソーの思想を表した言葉である。まれに、ルソー自身の言葉とされることがあるが、著書において一度も該当する言葉はない。

## 単著
- 1742 : 『音楽のための新記号案』 (Projet concernant de nouveaux signes pour la musique)
- 1743 : 『近代音楽論究』 (Dissertation sur la musique moderne)
- 1750 : 『科学と技芸についてのディスクール』日本語訳『学問芸術論』[165] (Discours sur les sciences et les arts)
- 1751 : 『英雄の徳とはなにか』 (Discours sur la vertu du héros)
- 1752 : 『幕間劇、村の占い師』 (Le Devin du village — Opéra représenté à Fontainebleau devant le roi le 18 octobre 1752. C'est un succès. Première représentation à l'Opéra le 1er mars 1753, c'est un désastre.)
- 1752 : 『ナルシス まえがき・ナルシス、またの名、おのれに恋する男』 (Narcisse ou l’Amant de lui-même, comédie représentée par les comédiens ordinaires du roi, le 18 décembre 1752).
- 1755 : 『人間不平等起源論』[166] (Discours sur l'origine et les fondements de l'inégalité parmi les hommes)
- 1755 : 『政治経済論』 (Economie Politique) （『百科全書』の中の一項）
- 1756 : 『ラモー氏が『「百科全書」の音楽に関する誤謬』と題された小冊子で主張する二つの原理を吟味する』 (Examen de deux principes avancés par M. Rameau)
- 1755 : 『フィロポリス氏への手紙・サン＝ピエール師の永久平和論』 (Jugement du Projet de paix perpétuelle de Monsieur l'Abbé de Saint-Pierre)
- 1758 : 『法律に関する書簡』 (Lettres morales, écrites entre 1757 et 1758, publication posthume en 1888)
- 1758 : 『真理に関する書簡』 (Lettre sur la providence)
- 1758 : 『付録 - ダランベールによる「ジュネーヴ」の項目』 (J.-J. Rousseau, Citoyen de Genève, à M. d'Alembert sur les spectacles)
- 1761 : 『ジュリ または新エロイーズ』[167] (Julie ou la Nouvelle Héloïse)
- 1762 : 『エミール または教育について』[168] (Émile, ou De l'éducation, dans lequel est inclus La profession de foi du vicaire savoyard au livre IV.)
- 1762 : 『社会契約論』[169] (Du contrat social)
- 1762 : 『マルゼルブ租税法院院長への四通の手紙』 (Quatre lettres à Monsieur le président de Malesherbes)
- 1764 : 『山からの手紙』 (Lettres écrites de la montagne)
- 1764 : 『コルシカの法律に関する書簡』 (Lettres sur la législation de la Corse)
- 1771 : 『ポーランド統治論』 (Considérations sur le gouvernement de Pologne)
- 1771 : 『ピグマリオン』 (Pygmalion)
- 1781 : 『言語起源論』[170] (Essai sur l'origine des langues (posthume))
- 1765 : 『コルシカ国制案』または『コルシカ憲法草案』（遺作） (Projet de constitution pour la Corse (posthume))
- 1767 : 『音楽辞典』 (Dictionnaire de musique (écrit à partir 1755 il paraît à Paris en 1767))
- 1770 : 『告白』[168] (Les Confessions (écrites de 1765 à 1770, publication posthume))
- 1777 : 『ルソー、ジャン＝ジャックを裁く - 対話』 (Rousseau juge de Jean-Jacques (posthume))
- 1778 : 『孤独な散歩者の夢想』[171] (Les Rêveries du promeneur solitaire (posthume))
- 1781 : 『エミールとソフィ または孤独に生きる人たち』 (Émile et Sophie, ou les Solitaires (publication posthume en 1781, la suite inachevée de l'Émile))

## 共著
- 『百科全書』 l'Encyclopédie : 共同執筆。代表編集者はディドロとジャン・ル・ロン・ダランベール。

## 音楽作品
- 数字譜（記譜法）
- 優美な詩の女神たち（オペラバレエ）
- ピグマリオン
- 三つの音によるエール
- 村の占い師（オペラ）
- クラリネット二重奏曲
- 軍隊行進曲
- 万軍の主よ、あなたのすまいは（宗教音楽）
- ダフニスとクロエ（オペラ、未完）
- むすんでひらいて - ルソーの作品であるオペラ「村の占者」の一節に「ルソーの新しいロマンス」というタイトルで歌詞が付けられ、その旋律がヨーロッパ各国へ広まったもの。日本では童謡として有名。他に、「わがおほみかみよ・かみよめぐみを・見わたせば・美しい眺め・静かにおやすみ・ロディーおばさんにいっといで・年老いた灰色のガチョウは死んだ・尚武之精神・植松・ああきみのきみなるエホバの神よ」などの異題でも知られる[172]。

## 日本語訳
明治時代から平成に至る日本語訳書の一覧は、ルソー翻訳作品年表を参照。
全集・選集ほか
- 小林善彦・作田啓一ほか訳『ルソー全集』（全14巻・別巻2冊、白水社、1979-84年）
  - 以下は「全集」の収録著作一覧。別冊は伝記、文献目録、総索引につき省略。
  - 第1巻
    - 「告白 第一部・第二部」 Les confessions

  - 第2巻
    - 「告白 第二部」 Les confessions、小林善彦訳
    - 「孤独な散歩者の夢想」佐々木康之訳
    - 「夢想のための下書」佐々木康之訳
    - 「マルゼルブ租税院長官への四通の手紙 - 私の性格のほんとうの姿と私のあらゆる行動のほんとうの動機がわかる」佐々木康之訳
    - 「嘲笑家」宮ケ谷徳三訳

  - 第3巻
    - 「ルソー、ジャン＝ジャックを裁く - 対話」小西嘉幸訳
    - 「伝記的断章・わが肖像・楽しみの技術および他の断章・さまざまなエクリ」宮ケ谷徳三訳

  - 第4巻
    - 「学問芸術論」山路昭訳
    - 「レナル師への手紙」山路昭訳
    - 「スタニスラス王への回答」山路昭訳
    - 「グリム氏への手紙」山路昭訳
    - 「ボルド氏への最後の回答」山路昭訳
    - 「ディジョンのアカデミー会員「ルーアンの外科医、ルカ」の学問芸術論についての新しい反論に対する手紙」山路昭訳
    - 「ボルド氏への第二の手紙の序文」山路昭訳
    - 「英雄の徳とはなにか」浜名優美訳
    - 「人間不平等起源論」原好男訳
    - 「フィロポリス氏への手紙・サン＝ピエール師の永久平和論抜粋」宮治弘之訳
    - 「永久平和論批判」宮治弘之訳
    - 「戦争状態は社会状態から生まれるということ」宮治弘之訳
    - 「戦争についての断片」宮治弘之訳
    - 「戦争についてのほかの断片」宮治弘之訳
    - 「サン＝ピエール師のポリシノディ論抜粋」宮治弘之訳
    - 「ポリシノディ論批判」宮治弘之訳
    - 「ポリシノディについての断片」宮治弘之訳
    - 「サン＝ピエール師についてのある作品への序論案」宮治弘之訳
    - 「サン＝ピエール師についての断片と覚書き」宮治弘之訳

  - 第5巻
    - 「ヴォルテール氏への手紙」浜名優美訳
    - 「富に関する論」清水康子訳
    - 「政治経済論」阪上孝訳
    - 「社会契約論-または政治的権利の諸原理・社会契約論または共和国の形態についての試論(初稿)」作田啓一訳
    - 「コルシカ憲法草案」遅塚忠躬訳
    - 「ポーランド統治論」永見文雄訳

  - 第6巻
    - 「エミール（上）」

  - 第7巻
    - 「エミール（下）」樋口謹一訳
    - 「ご子息の教育に関するド・マブリ氏への覚え書」松田清訳
    - 「サント＝マリ氏のための教育案」松田清訳
    - 「ジュネーヴ市民ジャン＝ジャック・ルソーからパリ大司教クリストフ・ド・ボーモンへの手紙」西川長夫訳
    - 「付録:ジュネーヴ市民ジャン＝ジャック・ルソー著『エミール、あるいは教育について』と題する書物の論難を内容とするパリ大司教猊下の教書」西川長夫訳

  - 第8巻
    - 「演劇に関するダランベール氏への手紙」西川長夫訳
    - 「付録 -ダランベールによる「ジュネーヴ」の項目」西川長夫訳
    - 「山からの手紙」川合清隆訳
    - 「エミールとソフィ または孤独に生きる人たち」戸部松実訳
    - 「ド・フランキエール氏への手紙」永見文雄訳

  - 第9巻
    - 「新エロイーズ (上)」

  - 第10巻
    - 「新エロイーズ (下)」松本勤訳
    - 「エドワード・ボムストン卿の恋物語」戸部松実訳
    - 「道徳書簡」戸部松実

  - 第11巻
    - 「ヴァランス男爵夫人の果樹園・ポルド氏への書簡詩・パリゾ氏への書簡詩」松田清訳
    - 「シルヴィの小道」海老沢敏訳
    - 「ナルシス まえがき・ナルシス、またの名、おのれに恋する男」佐々木康之訳
    - 「気まぐれ女王・エフライムのレヴィ人」松田清訳
    - 「ピグマリオン」松本勤訳
    - 「先見者こと山のピエールの黙示」戸部松実訳
    - 「啓示に関する虚構あるいは寓意的作品」松田清訳
    - 「サラへの手紙」戸部松実訳
    - 「優美な詩の女神たち・ラミールの饗宴・村の占い師」海老沢敏訳
    - 「言語起源論・発音について」竹内成明訳
    - 「わが生涯の悲惨の慰め」海老沢敏訳

  - 第12巻
    - 「植物学についての手紙」高橋達明訳
    - 「植物用語辞典のための断片」高橋達明訳
    - 「植物学断片」高橋達明訳
    - 「植物学の記号」海老沢敏訳
    - 「音楽のための新記号案」海老沢敏訳
    - 「近代音楽論究」海老沢敏訳
    - 「グリム氏に宛ててフランスとイタリアの音楽劇を論ず」海老沢敏訳
    - 「ブランヴィル氏考案の新旋法についてレナル師に寄す」海老沢敏訳
    - 「『「オンファルに関する書簡」考』についてグリム氏に寄せる手紙」海老沢敏訳
    - 「同僚たちに寄せるアペラ座管弦楽団員の手紙」海老沢敏訳
    - 「フランス音楽に関する手紙」海老沢敏訳
    - 「ラモー氏が『「百科全書」の音楽に関する誤謬』と題された小冊子で主張する二つの原理を吟味する」海老沢敏訳
    - 「バーニー氏に宛てて音楽を論ず - グルック氏のイタリア語版『アルチェステ』に関する考察の断章を付す」海老沢敏訳
    - 「グルック氏の『オルフェーオ』のさる楽曲を論じる小ペテン師の名義人宛返書抄」海老沢敏訳
    - 「軍楽論・鐘の曲・音楽辞典(主要項目抜粋)」海老沢敏訳

  - 第13巻
    - 「新世界発見 - 悲劇」宮治弘之訳
    - 「戦争捕虜 - 喜劇」戸部松実訳
    - 「向こう見ずな約束 - 喜劇」宮治弘之訳
    - 「不覚にも恋に落ちたアルルカン」戸部松実訳
    - 「書簡集 （上）」原好男訳

  - 第14巻
    - 「書簡集 （下） 1762年-1778年」

以下は白水社での改訂新版
- 新版選集 『ルソー・コレクション』（白水社、2012年）。改訳版で新しい解説を収録し以下を刊行
  - 『ルソー・コレクション 起源』（『人間不平等起源論』『言語起源論』）
  - 『ルソー・コレクション 文明』（『学問芸術論』『政治経済論』）－他に以下
    - 『サン＝ピエール師の永久平和論抜粋』『永久平和論批判』『戦争状態は社会状態から生まれるということ』『戦争についての断片』『戦争についてのほかの断片』『サン＝ピエール師のポリシノディ論抜粋』『ポリシノディ論批判』『ポリシノディ論についての断片』『ヴォルテール氏への手紙』『─ 一七五五年のリスボン大震災をめぐる摂理論争』）

  - 『ルソー・コレクション 政治』（『コルシカ国制案』『ポーランド統治論』）
  - 『ルソー・コレクション 孤独』（『孤独な散歩者の夢想』『マルゼルブ租税法院院長への四通の手紙』）

なお著作中、政治哲学系でもっとも著名な『社会契約論』は、選集版には未収録、以下で刊行
  - 『社会契約論』（作田啓一訳、白水Uブックス、2010年、解説川出良枝）新書判
    - 旧版は『社会契約論／人間不平等起源論』（白水社イデー選書、1991年）

  - 『新エロイーズ』上下（松本勤訳、2025年）、新装単行版
    - なお他に、主な著作を収録した『ルソー選集』（選書版・全10巻、1986年）や、主な著作の抜粋訳『自然と社会』（平岡昇編訳、新装版1999年）が刊行。

他社の日本語訳
以下一覧は岩波文庫での刊行
- 桑原武夫・前川貞次郎訳『社会契約論』
- 本田喜代治・平岡昇訳『人間不平等起源論』
- 前川貞次郎訳『学問芸術論』
- 今野一雄訳『エミール』（全3冊）、ワイド版刊
- 桑原武夫・多田道太郎・樋口謹一訳『告白』（全3冊）
- 安士正夫訳『新エロイーズ』（全4冊）
- 今野一雄訳『孤独な散歩者の夢想』、ワイド版刊
- 今野一雄訳『演劇について ダランベールへの手紙』
- 河野健二訳『政治経済論』小冊子
- 増田真訳『言語起源論――旋律と音楽的模倣について』岩波文庫、2016年。新訳版

その他の版元
- 2005年に、新版『人間不平等起原論・社会契約論』（小林善彦・井上幸治訳）が、中公クラシックス（新書版）で刊行。旧版は中公文庫（2分冊）。
  - 初刊版は『世界の名著30 ルソー』（平岡昇責任編集、中央公論社、普及版・中公バックス）
    - 平岡昇訳『学問・芸術論』、小林訳『人間不平等起原論』、井上訳『社会契約論』、戸部松実抄訳『エミール』を収録。
- 2007年に、小林善彦訳 『言語起源論 - 旋律および音楽的模倣を論ず』が、現代思潮新社「古典文庫」で改訂刊行。初刊版は1970年。
- 2008年に、中山元訳 『人間不平等起原論』、『社会契約論』の2冊が、光文社古典新訳文庫で刊行。
- 2011年に、淵田仁・飯田賢穂訳で、未訳作品『化学教程』が月曜社公式サイトにて連載訳出。
- 2012年に、永田千奈訳 『孤独な散歩者の夢想』が、光文社古典新訳文庫で刊行。
- 2016年に、坂倉裕治訳 『人間不平等起源論 付「戦争法原理」』が、講談社学術文庫で刊行。
- 2025年に、斉藤悦則訳『エミール』全3冊が、光文社古典新訳文庫で刊行開始。